# السياحة في الوطن العربي

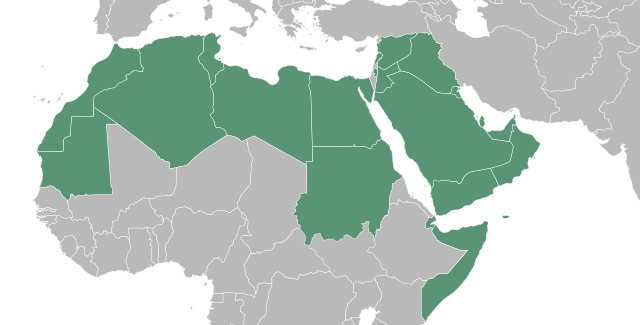
خريطة الدول العربية (بالأخضر)

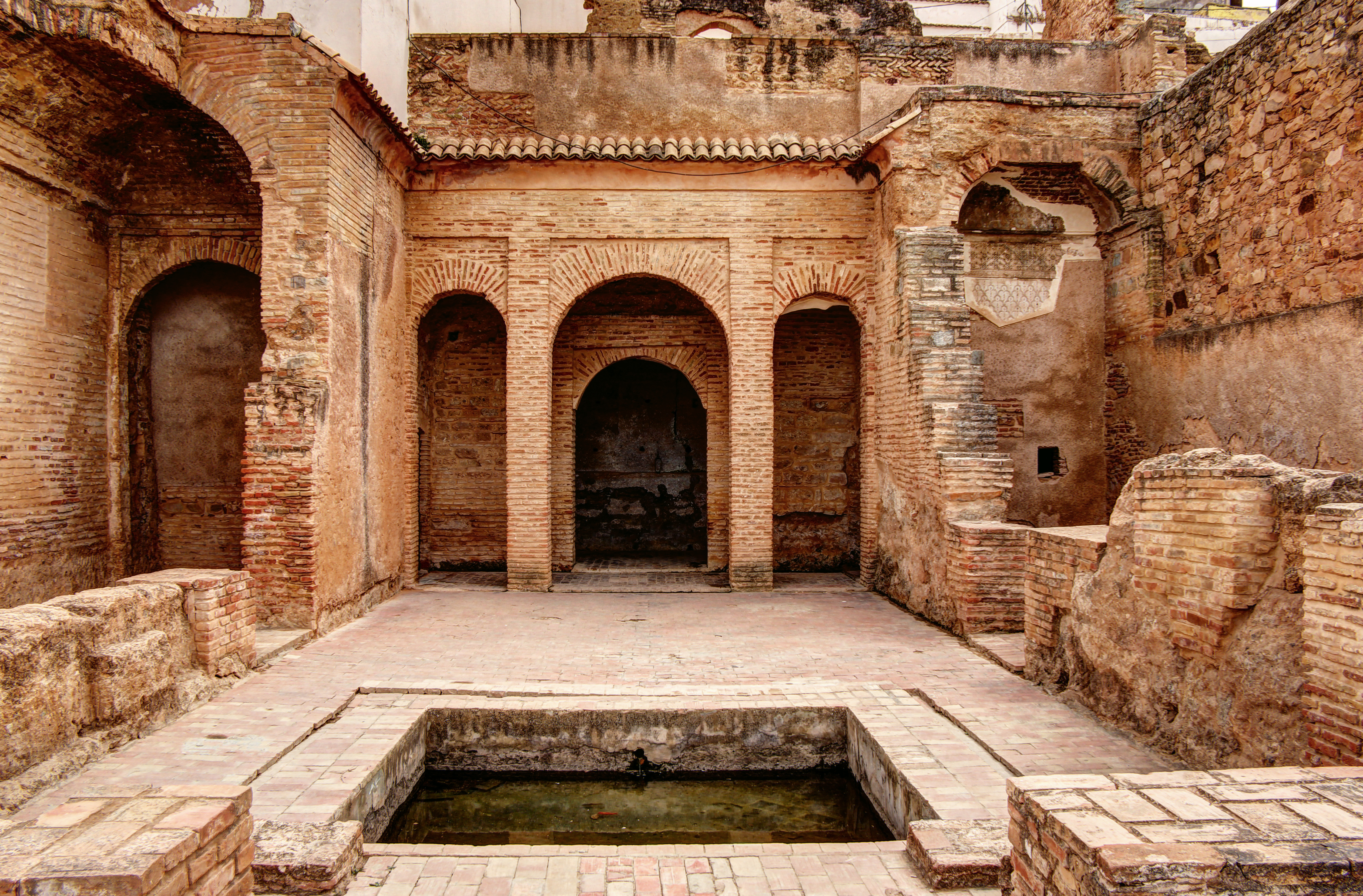
منزل بجوار مقبرة السلطان سيدي بومدين في تلمسان، الجزائر

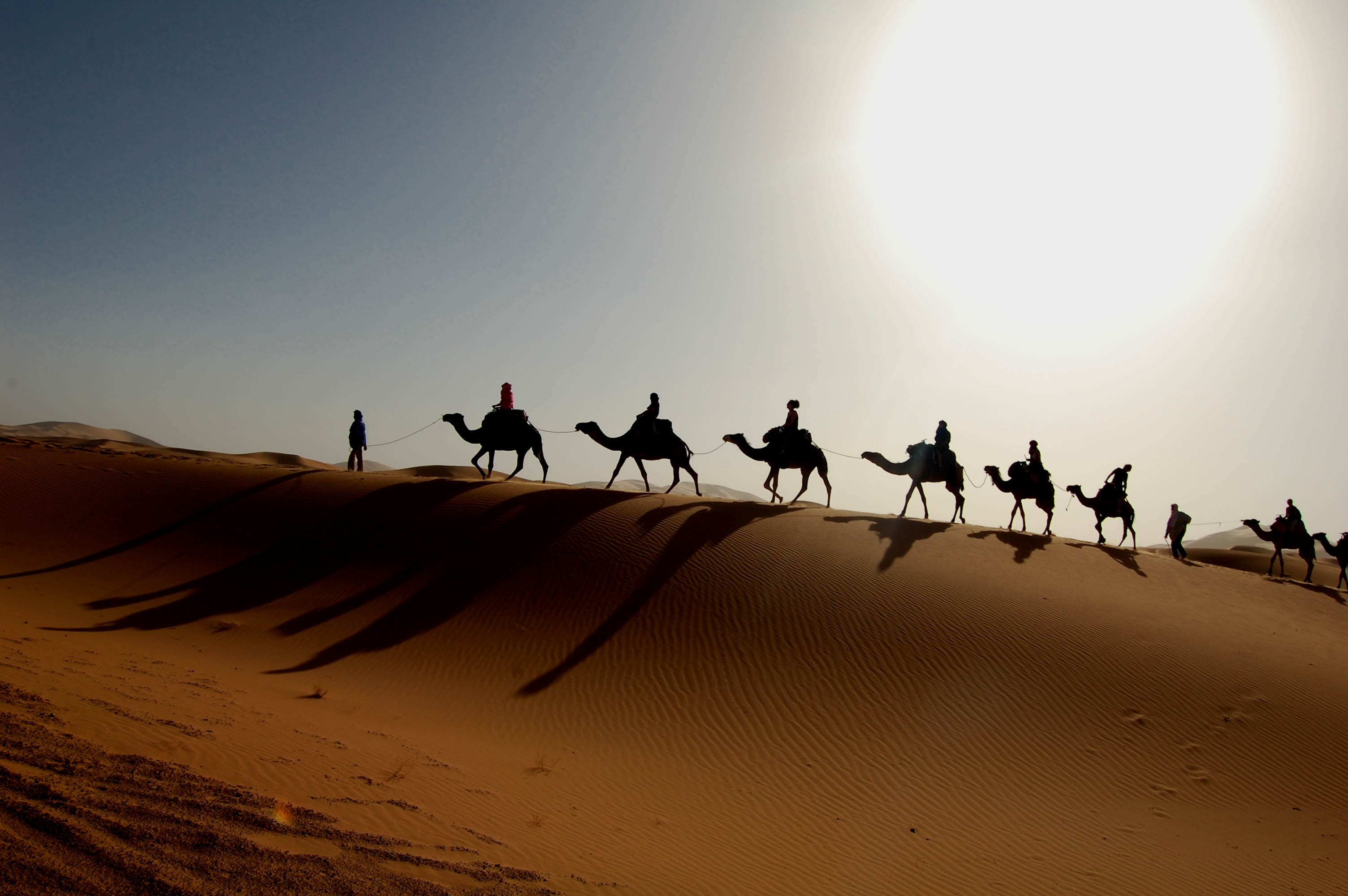
ركوب الجمال في الصحراء الكبرى، المغرب

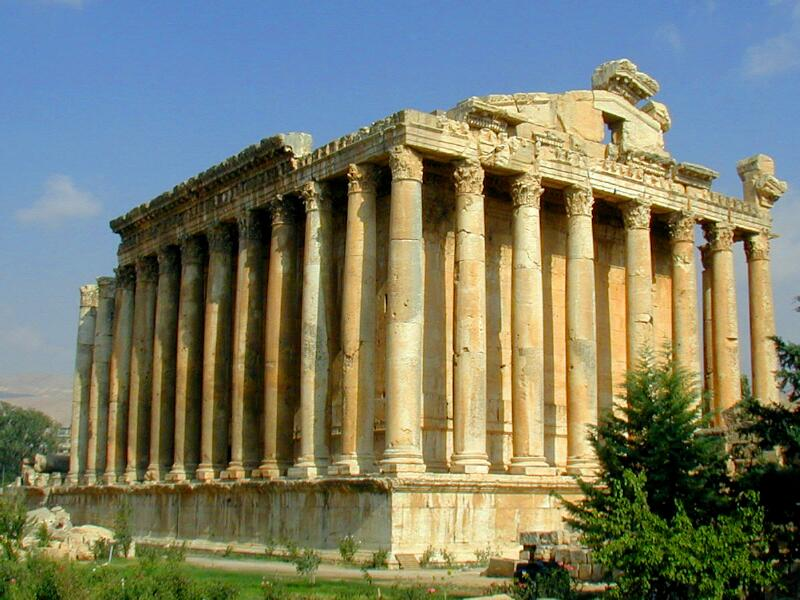
المعابد الرومانية في بعلبك، لبنان

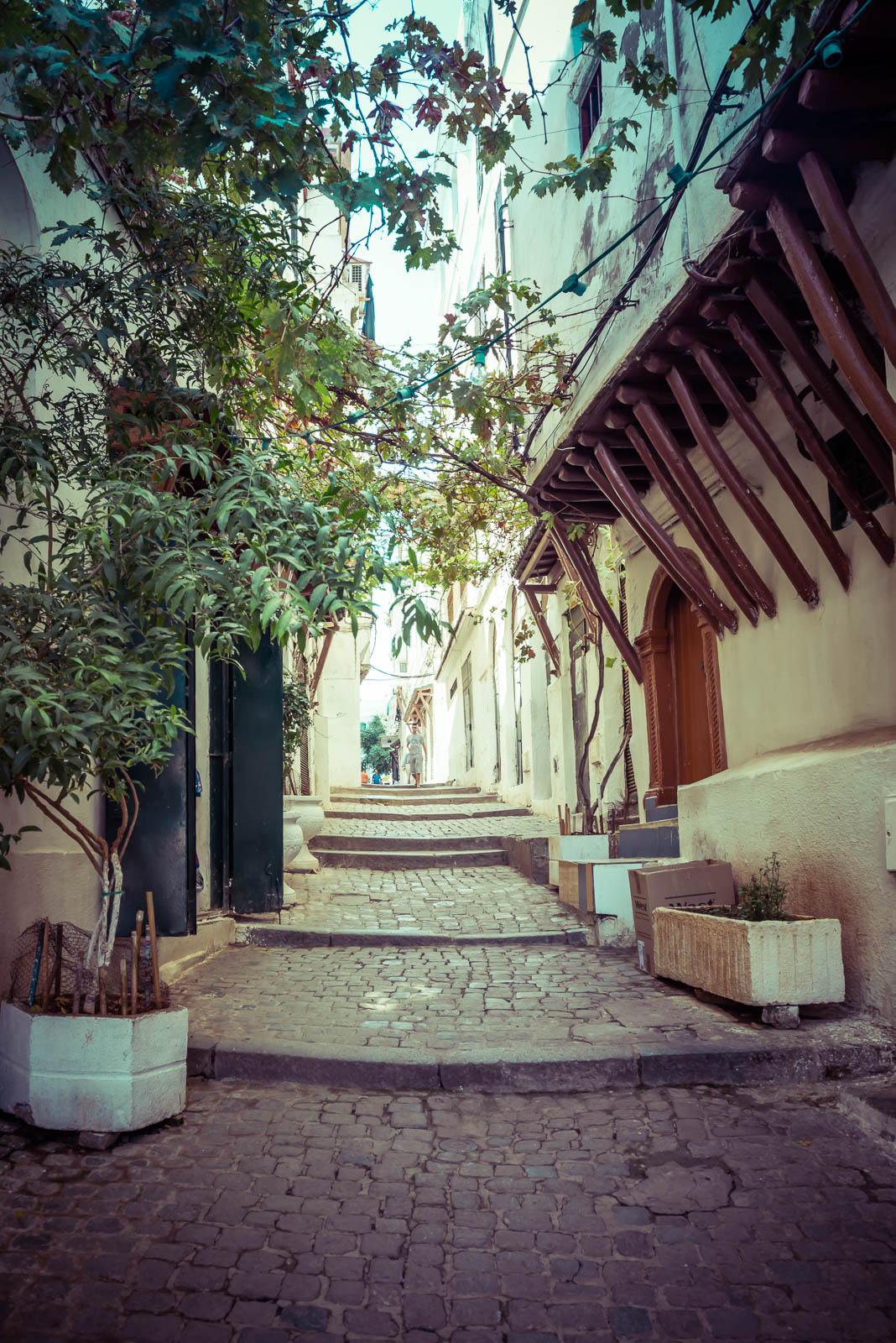
قصبة الجزائر

السياحة في الوطن العربي تشمل مجموعة واسعة من النشاطات والمعالم السياحية في منطقة تمتد لأكثر من 13 مليون كيلومتر مربع. يتكون العالم العربي بشكل رئيسي من الدول الناطقة بالعربية والشعوب في شمال أفريقيا وغرب آسيا. التعريف المقياسي للعالم العربي يشتمل الـ22 دولة في جامعة الدول العربية: 10 دول في أفريقيا، و12 دولة في آسيا. جغرافيًا، يمتد العالم العربي من المحيط الأطلسي غربًا إلى بحر العرب شرقًا، ومن البحر الأبيض المتوسط شمالًا إلى القرن الأفريقي والمحيط الهندي في الجنوب الشرقي. ويبلغ تعداد سكانه حوالي 442 مليون شخص.
ينقسم العالم العربي إلى 5 مناطق جغرافية رئيسية: المغرب العربي في شمال غرب أفريقيا، ووادي النيل والقرن الأفريقي في شمال شرق أفريقيا، وبلاد الشام في شرق البحر المتوسط، وشبه الجزيرة العربية في جنوب غرب آسيا. مصر هي الدولة الوحيد العابرة للقارات بفضل شبه جزيرة سيناء التي تتواجد في آسيا.
المنطقة الشاسعة التي يغطيها العالم العربي تشمل ملامح جغرافية واسعة ومتنوعة من صحاري وأدغال إلى غابات متوسطية وسلاسل جبال مغطاة بالثلوج. تسود الصحاري في أغلب شمال أفريقيا حيث تتواجد الصحراء الكبرى، أكثر صحاري العالم حرًا أين تبلغ بعض الكثبان الرملية 180 مترًا (590 قدم) من حيث الارتفاع. تغطى شبه الجزيرة العربية بشكل رئيسي بسلسة من الصحاري: صحراء النفود الكبير في الشمال، وهي صحراء حجرية، والربع الخالي في الجنوب، وبينهما صحراء الدهناء. في المقابل، يتباهى العالم العربي ببعض من أعلى السلاسل الجبلية في أفريقيا وآسيا. جبال الأطلس ترتفع من شمال الصحراء الكبرى لتصل قمتها 4,16 متر قبل أن تتسلسل شرقًا نحو البحر المتوسط وغربًا نحو المحيط الأطلسي. جبال الحجاز ترتفع موازية للبحر الأحمر على الحافة الغربية لشبه الجزيرة العربية، وتفصل الخط الساحلي عن الصحاري الداخلية. جبال مثل جبل لبنان وجبال طوروس تعلم حدود الشام، مما يوفر هطول الأمطار الغزيرة وتساقط الثلج، وبالتالي تغذي المناظر الطبيعية للغابات.
شهدت مناطق العالم العربي أول أشكال الحضارة، بالأخص في مصر القديمة، والشام، وبلاد الرافدين. عبر التاريخ، استقرت حضارات عديدة، محلية وأجنبية، في العالم العربي وحكمته وتركت كل منها بصمتها من الآثار والمعالم. جعل ذلك مناطق العالم العربي مزيجًا من بقايا أغلب حضارات العالم القديم. في بعض الدول، يمكن أن تجد المعابد الرومانية القديمة بجوار القصر الأموي، أو قلعة صليبية في مدينة قديمة للمماليك، أو حتى كنيسة أرثوذكسية شرقية بجانب مسجد عثماني.

## المغرب العربي

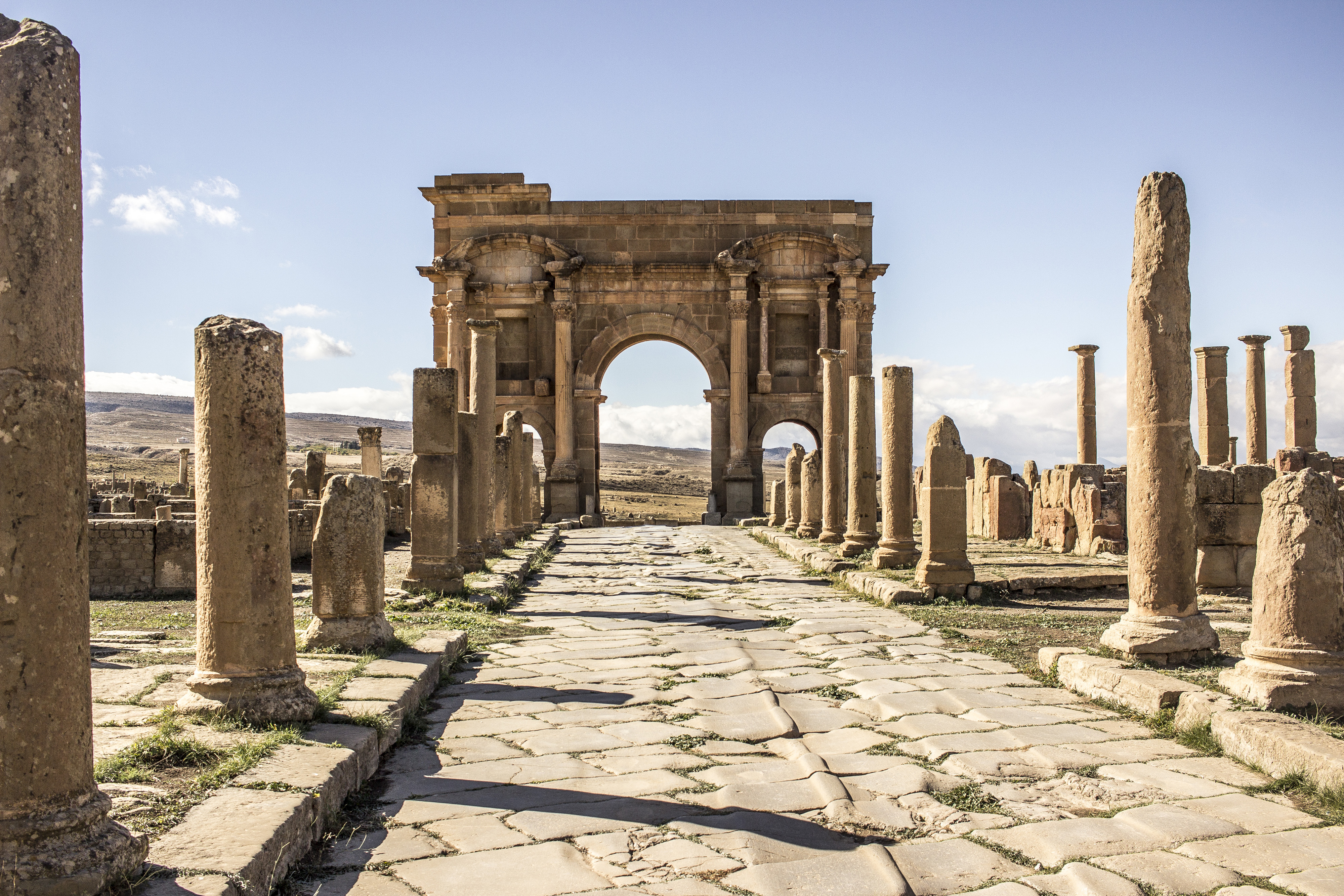
تيمقاد، الجزائر

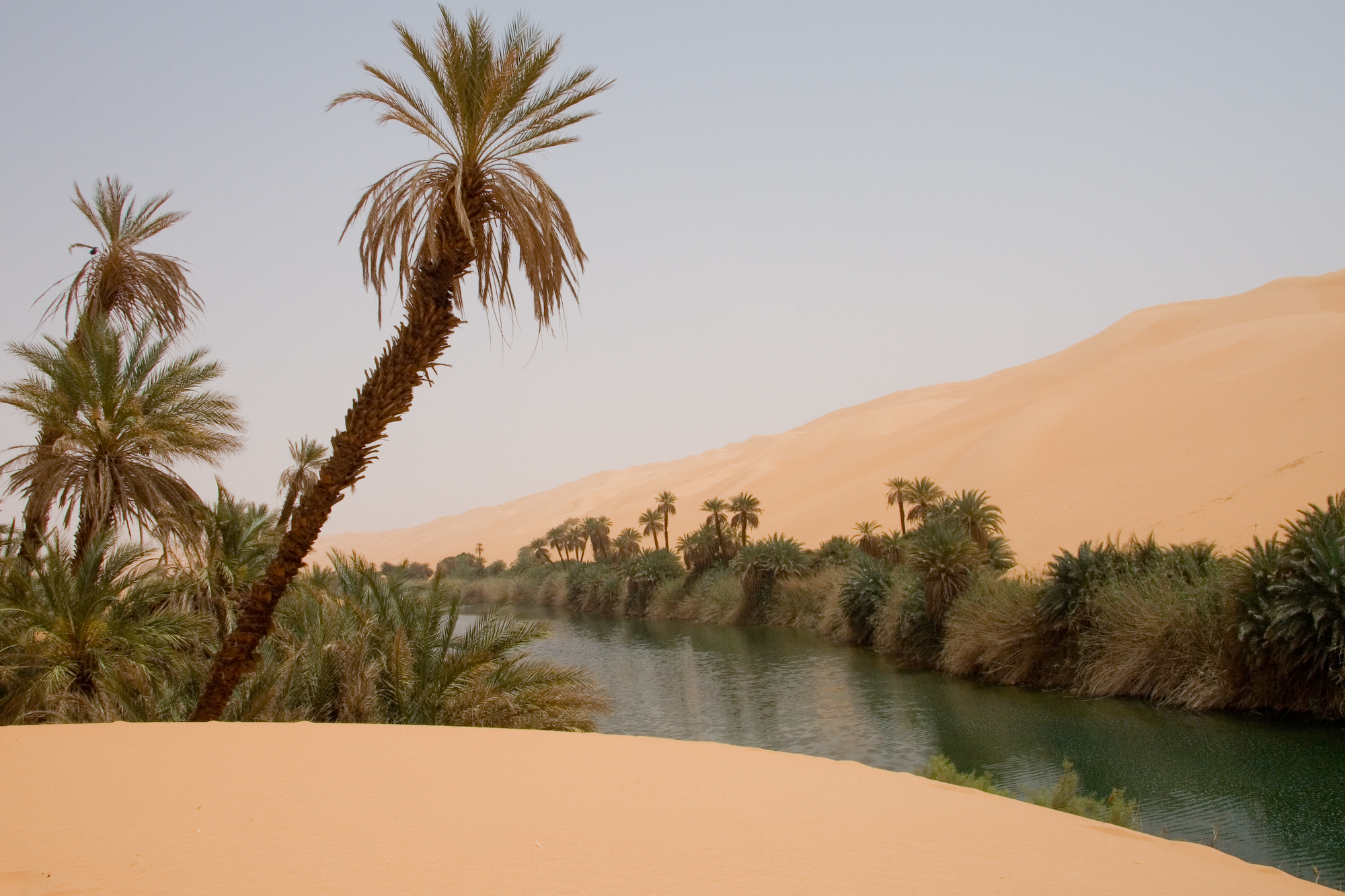
واحة أوباري، ليبيا

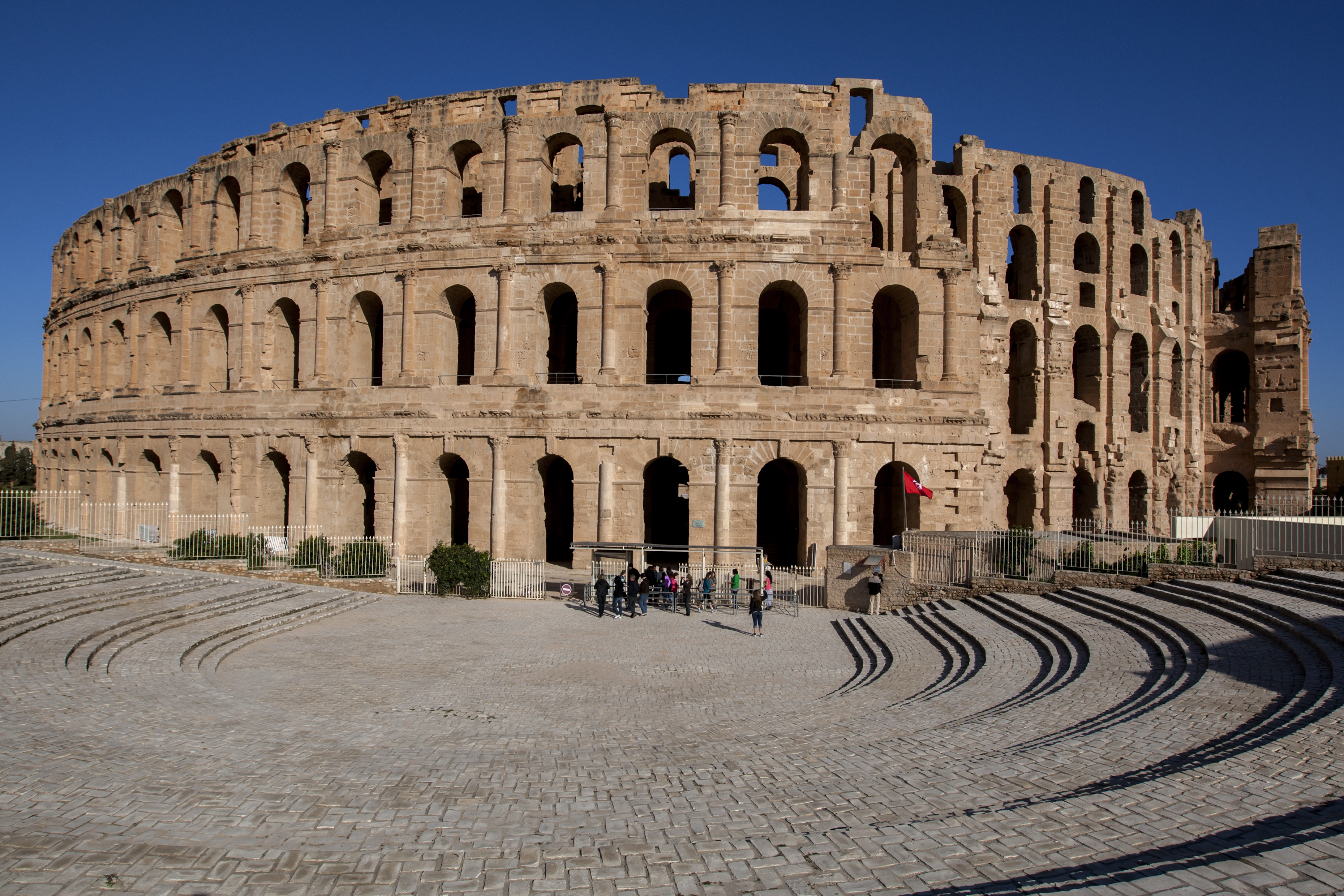
مسرح الجم الروماني، تونس

يعرف المغرب العربي عادة بأنه أغلب منطقة شمال غرب أفريقيا، وغرب مصر. التعريف التقليدي هو أنه المنطقة التي تشمل جبال أطلس والسهول الساحلية للجزائر، والمغرب، وتونس، وموريتانيا، وليبيا. يطلق عليه اسم المغرب العربي للإشارة إلى أنه المناطق الغربية التي دخلتها الفتوحات الإسلامية في القرن السابع. بسبب انعزال المغرب العربي جزئيا عن باقي القارة بجبال أطلس والصحراء الكبرى، حظى سكان الأجزاء الشمالية بروابط تجارية وثقافية طويلة الأمد مع سكان دول البحر المتوسط في جنوب أوروبا وغرب آسيا، منذ عصر الفينيقيين في الألفية الأولى قبل الميلاد على الأقل. توحدت المنطقة ككيان سياسي مستقل خلال حكم مملكة نوميديا البربرية، وتبع ذلك الغزو الوجيز من الوندال الجرمانية، ثم فترة وجيزة لعودة الحكم البيزنطي الضعيف بواسطة الإمبراطورية البيزنطية، ثم حكم الخلافة الإسلامية في عهد الدولة الأموية، والعباسية، والفاطمية. كان الحكم الأكثر استمرارًا هو حكم الامبراطوريات البربرية المحلية المسلمة وتشمل الدولة المرابطية، وخلافة الموحدون، والحماديون، والزيريون، والدولة المرينية، والوطاسيون خلال القرن الـ8 للـ13. كذلك تولت الدولة العثمانية حكم المنطقة.
في 1989، أسست الدول الخمس الحديثة لشمال غرب أفريقيا اتحاد المغرب العربي لدعم التعاون والتكامل الاقتصادي في سوق مشتركة.
يمثل المغرب العربي وطن 1% من سكان العالم في 2010. تشمل شعوب المغرب العربي المغاربة (إلى جانب الشعب الصحراوي)، والجزائريين، والليبيين، والموريتانيين، والتوانسة. يتكون الشعب المغاربي بشكل كبير من البربر وأصحاب الأصول العربية مع عناصر أوروبية ومن أفريقيا جنوب الصحراء.
تبرز تأثيرات أخرى متنوعة خلال المغرب العربي. في المدن الساحلية الشمالية بالأخص، أثرت موجات عديدة من المهاجرين الأوروبيين على الشعب في العصور الوسطى. الأكثر تأثيرا كان المورسكيون، والمولدون، وهم الإسبان الأصليون الذين تحولوا من قبل للإسلام وكانوا يهربون، مع المسلمين العرب والبربر، من الكاثوليكية الإسبانية عقب سقوط الأندلس. تشمل المساهمات الأوروبية الأخرى الفرنسيين، والإيطاليين، وآخرين تم أسرهم بواسطة القراصنة. مجموعة أخرى مهمة هم الأتراك الذين قدموا مع تمدد الدولة العثمانية. يتواجد العديد من السكان ذوي الأصل التركي، بالأخص في تونس والجزائر.
تأثير كل تلك الثقافات المتراكبة ملحوظ في الثقافة المتنوعة في المغرب العربي، وفي المعمار، والتراث، والمطبخ.

### تونس

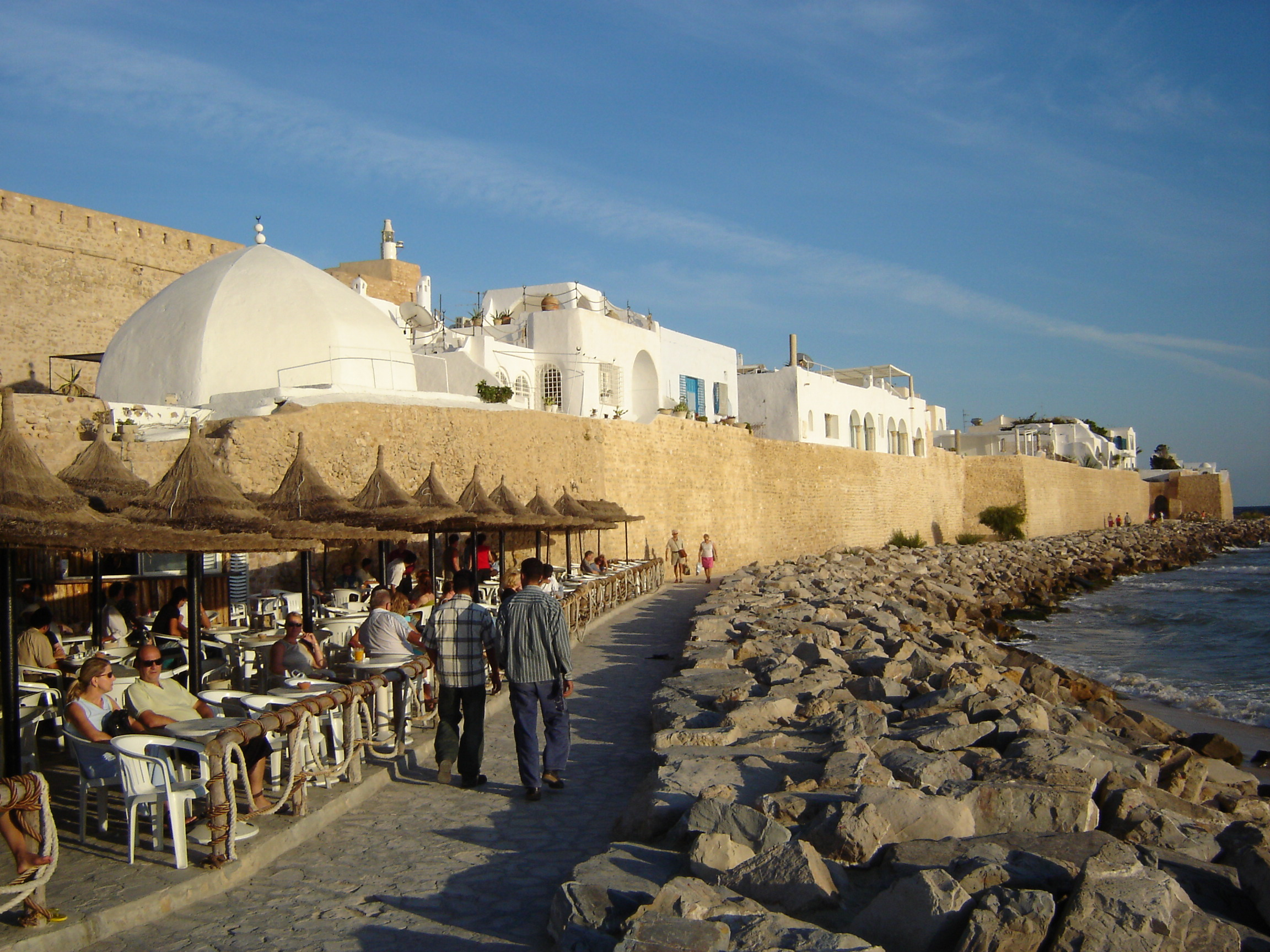
الحمامات، تونس

تونس هي الدولة الأصغر في شمال أفريقيا وتبلغ مساحتها حوالي 165,000 كيلومتر مربع ويقدر عدد سكانها بأقل من 10.7 مليون نسمة. يتكون جنوب الدولة من الصحراء الكبرى، فيما يتكون أغلب الجزء الباقي من تربة خصبة و1300 كيلومتر من الخط الساحلي بطول البحر المتوسط. مناخ تونس معتدل في الشمال، مع صيف حار جاف وشتاء معتدل ممطر. حتى وقت قريب، كان عامل الجذب السياحي الرئيسي في تونس يكم في خطها الساحلي في الشمال الشرقي حول العاصمة تونس، على أي حال، خطة التنمية الوطنية السابعة في 1989 خلقت العديد من المناطق السياحية الجديدة في مختلف أنحاء الدولة. يمثل الآن قطاع السياحة 6.5% من الناتج المحلي الإجمالي لتونس ويوفر 340,000 وظيفة من بينها 85,000 وظيفة مباشرة، أو 11.5% من القوى العاملة مع نسبة كبيرة من التوظيف الموسمي. هذا القطاع شائع بشكل رئيسي عن الساحل الشرقي. في قلب المدينة، تقع مدينة تونس العتيقة، المبنية على تل صغير ينحدر نحو بحيرة تونس، وهي قلب تاريخي للعاصمة ومكان العديد من الآثار، بما في ذلك قصور، مثل دار بن عبد الله ودار حسين، وضريح تربة الباي أو العديد من المساجد مثل مسجد زيتونة. بداخل مدينة تونس العتيقة توجد الأسواق، وهي شبكة من الشوارع المصفوفة بالمحلات والتجار والحرفيين مرتبين بحسب التخصص. تجار الملابس، وبائعو العطور، وبائعو الفواكه، وبائعو الكتب، وتجار الصوف لديهم بضائع في الأسواق، في حين أن صائدي الأسماك والحدادين والخزافين يميلون إلى الابتعاد إلى أطراف الأسواق. مكان شائع آخر هوالموقع الأثري بقرطاج، وهو مستعمرة فينيقية عمرها 3000 عام وهي عاصمة الحضارة القرطاجية القديمة. الحمامات هي جهة ساحلية شهيرة بسبب شواطئها المناسبة للسباحة والرياضات المائية. تم تصميم مركز سوسة كموقع تراث عالمي، مع بساتين الحمضيات والزيتون تحيط بالمدينة العتيقة.

### الجزائر

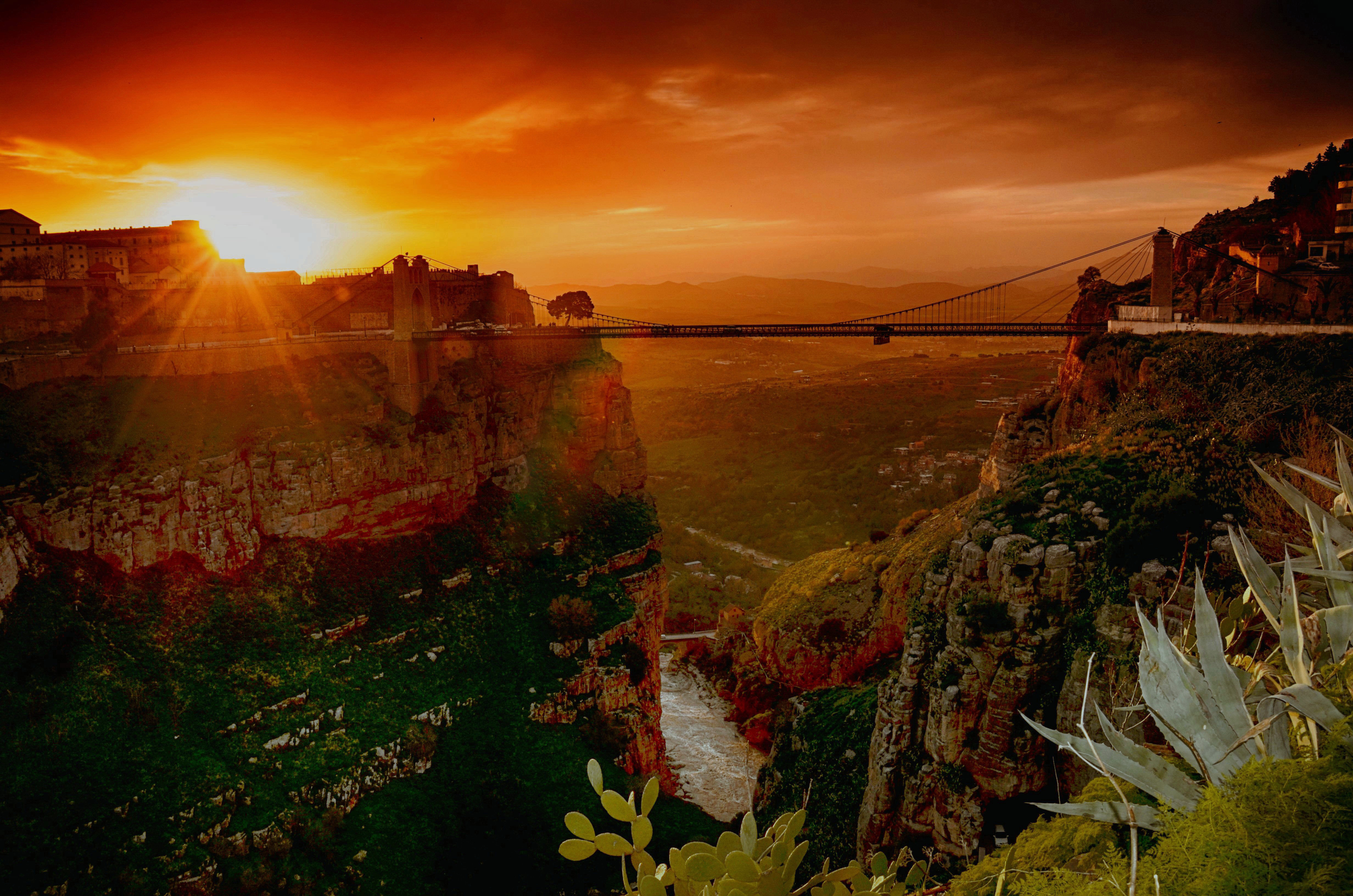
قسطنطينة، الجزائر

الجزائر هي عاشر أكبر بلد في العالم، والأكبر في أفريقيا وفي حوض البحر الأبيض المتوسط، وتبلغ مساحتها الكلية 2,381,741 كيلومتر مربع. منطقة الجزائر حاليًا كانت موطن العديد من الحضارات قبل التاريخ، بما في ذلك الحضارات العاترية، والقبصية. عرفت تلك المنطقة العديد من الإمبراطوريات والسلالات، وتشمل نوميديا البربرية القديمة، وحضارة قرطاجية، والرومان، والوندال، والبيزنطيين، والعرب الأمويين، والبربر الفاطميين، والبربر المرابطيين، والبربر الموحدين، والأتراك العثمانيين. يشمل الجزء الجنوبي للجزائر جزءًا كبيرًا من الصحراء الكبرى. نحو الشمال، يشكل الأطلس التلي مع الأطلس الصحراوي مجموعتين متوازيتين من التضاريس، وبينهما توجد سهول شاسعة ومرتفعات. يميل الأطلسان نحو الاندماج في شرقي الجزائر. تحتل سلاسل جبال الأوراس والنمامشة الكبيرة شمال شرق الجزائر بالكامل وترسم الحدود مع تونس. القمة الأعلى هي جبل تاهات (3003 متر). هناك العديد من مواقع التراث العالمي بحسب اليونيسكو في الجزائر وتشملقلعة بني حماد، العاصمة الأولى لإمبراطورية الحماديين، وتيبازة، مدينة فينيقية ثم رومانية، وجميلة، وتيمقاد، وكلاهما آثار رومانية، ووادي مزاب، وهو وادي من الحجر الجيري يحتوي على واحة مدنية كبيرة، كذلك قصبة الجزائر تعد قلعة مهمة. موقع التراث العالمي الطبيعي الوحيد هو طاسيلي ناجر، وهي سلسلة جبلية. مدينة الجزائر هي العاصمة، ويظهر فيها العديد من التراث المعماري الفرنسي بسبب سنوات الاستعمار. الجزء الحديث من المدينة مبني على أرض مستوية على شاطئ البحر، فيما تتسلق المدينة القديمة التل المنحدر خلف المدينة الحديثة وتتوج بقصبة الجزائر، 122 متر فوق سطح البحر.

### ليبيا
تقع ليبيا في القارّة الإفريقية، وتعتبر دولة ذات ديمقراطية مستقلة ويعّد الشعب مصدراً للسلطات، ويعتبر الدين الإسلامي الديانة الرسمية للبلاد، وتستمد البلاد تشريعاتها من الشريعة الإسلامية. تتخذ من طرابلس عاصمة لها، ويصل عدد سكانها إلى ستة ملايين وخمسمائة وسبعة وتسعين ألف نسمة، وتمتد مساحتها إلى مليون وثمانمائة ألف كيلومتر مربع، وتحتل المرتبة الرابعة إفريقياً من حيث المساحة، والسابعة عشرة عالمياً.
تفتقر ليبيا للترويج الإعلامي للسياحة إليها، وذلك على خلفية الحصار الذي وقع على البلاد، إلا أن السياحة بدأت بالنشاط، بعد أن بدأ تطبيع العلاقات الليبية مع الغربية، بالإضافة إلى فك الحظر الجوي.
من أبرز خصائص ليبيا السياحية: الآثار الرومانية، وتعتبر الدولة الأكبر في اقتناء هذه الآثار بعد إيطاليا كما تمتلك أطول ساحل إفريقي مطل على البحر الأبيض المتوسط، والبالغ طوله نحو 1935 كيلومتر. تضم ليبيا أكبر صحراء عجيبة على مستوى العالم، والتي تعتبر نقطة جذب للسياح هواة رحلات السفاري، ومن ضمنها منطقة بحيرة قبر عون عالية الملوحة في الناحية الجنوبية الغربية. كما تمتلك مناطق خلابة رائعة الجمال ومن ضمنها منطقة الجبل الأخضر الواقع في شرق البلاد. تمتاز بإرث تاريخي يمزج ما بين التركي والإيطالي والروماني والإغريقي، وخاصة في كل من صبراتة، ولبدة، وطلميثة، وسوسة، وغيرها.

### موريتانيا
موريتانيا هي دولة تقع على شاطئ المحيط الأطلسي في غرب إفريقيا، وتحدّها من الشرق والجنوب مالي، ومن الشمال الجزائر والمغرب، ومن الجنوب السنغال، وتنقسم لاثني عشرةَ ولايةً مع العاصمة نواكشوط، واللغة الرسميّة فيها هي اللغة العربيّة والإنجليزيّة، واللغة الفرنسية منتشرة فقط في الدوائر الحكومية، كما وتعتبر اللغة الإسبانيّة غير منتشرة بكثرة.
تتميّز موريتانيا بتنوّع مكوّناتها العرقية، التي امتزجت مع مرور الزمن، فكونت بثقافاتها الغنية والمتنوعة خليطاً من الثقافات العربية والبربرية والإفريقية. من أهم المناطق السياحية فيها:
مدينة ولاتة التاريخية: بوابة الصحراء، تأسست ولاتة في القرن الخامس ميلادي لتُصبح أحد أهم مراكز الإشعاع العلمي والديني في منطقة الصحراء الكبرى. ولا تزال هذه المدينة تحتضن إرثاً تاريخياً ثرياً في نمطها العمراني الفريد، الذي ظلّ يحافظ على طابعه المميز، وهو مزيج من النمط الأندلسي، وهندسة قصور الصحراء الصامدة في وجه الظروف الطبيعية والمناخية القاسية.
المحمية الوطنية لحوض آركين، متدّ هذه المحمية على طول 180 كيلومتراً، على الطريق الرابط بين عاصمتي موريتانيا. وتشكّل بتنوعها البيئي والطبيعي إحدى أهم المحميات البيئية، وأكبر مصائد الأسماك حول العالم. كما يعتبر حوض آركين ملجأً طبيعياً تهاجر إليه سنوياً ملايين الطيور من سيبيريا وشمال أوروبا وغرينلاند.
مدينة شنقيط: عيون الخيل، سوق شنقيط العتيق يلبّي حاجات الزوار والسياح الذين يحرصون على اقتناء المنتجات المحلية من منسوجات وسجّاد ومجوهرات وصناعات يدوية متنوعة. كما تضمّ المدينة بيوتاً تراثية مفروشة بالسجاد والحصائر، تحوّلت إلى فنادق صغيرة، تقدّم أشهى الوجبات المحلية، من لحم الأغنام الطازج والتمور والأرز والكسكس، وغيرها من أطباق هذه المنطقة الصحراوية التي تمنح زائرها شعوراً بالراحة والسكينة.

## وادي النيل

### مصر
تعتبر السياحة في مصر أحد أهم مصادر الدخل القومي بما توفره من عائدات دولارية سنوية، وعوائد العملة الأجنبية التي مكنتها من المشاركة بشكل كبير بالناتج الإجمالي المحلي، ومكافحة البطالة عن طريق توظيف شريحة واسعة من القوى العاملة في مصر. وتعد مصر من أبرز الدول السياحية في العالم بما تستحوذ عليه من أعداد السائحين الوافدين في العالم، وتميزها بوفرة المزارات السياحية على اختلاف أنواعها، وانتشار المعابد والمتاحف والآثار والمباني التاريخية والفنية والحدائق الشاسعة على أرضها، وامتلاكها لبنية تحتية قوية تقوم على خدمة قطاع السياحة بما في ذلك الغرف الفندقية والقرى والمنتجعات السياحية وشركات السياحة ومكاتب الطيران، وتعد مناطق الأقصر، أسوان، القاهرة، الإسكندرية، الساحل الشمالي، البحر الأحمر، جنوب سيناء من أكثر المناطق جذباً للسياح بشكل عام. ويعود تاريخ السياحة في مصر إلى المصريين القدماء، واستمرت كوجهة ومقصد سياحي مرغوب على مدار القرون الماضية وخلال التاريخ المعاصر.:13:25 واختارت منظمة اليونسكو ست مواقع تراثية ثقافية مصرية متنوعة ما بين مصرية قديمة وقبطية وإسلامية بالإضافة إلى موقع للتراث الطبيعي وذلك ضمن قائمة مواقع التراث العالمي.
حبى الله مصر سمات طبيعية مميزة جعلت منها مقصداً للسياح على مر العصور، فاشتهرت بمدنها ومياهها المعدنية والكبريتية وجوها الجاف الخالي من الرطوبة ورمالها الصالحة لعلاج العديد من الأمراض، وتعددت بها الشواطئ ذات الطبيعة البكر البعيدة عن الملوثات، وانتشرت بأنحائها المعالم الأثرية التي يفد إليها المعجبون من جميع دول العالم. فامتلكت بذلك كل المقومات التي تضعها على خريطة السياحة العالمية.
أبرز المناطق السياحية في مصر: أهرام الجيزة، وأبو الهول، وقلعة صلاح الدين، وقلعة قايتباي، وشرم الشيخ، والغردقة، ومرسى علم، بالإضافة لمدينة الأقصر التي تحتوي على حوالي ثلث آثار العالم.

### السودان
يزخر السودان بالكثير من المقومات السياحية وعلى مختلف أنواعها وذلك لتنوع بيئاته الجغرافية والتاريخية والثقافية. ففي الشمال توجد آثار الممالك النوبية القديمة التي تعتبر مهد حضارة بشرية حيث الأهرامات والمعابد الفرعونية، وفي الشرق حيث تتلاطم امواج مياه البحر الأحمر بالبر السوداني توجد الجزر المرجانية الفريدة التي تشكل موطنا للأسماك الملونة وجنة لهواة الغطس في مياه البحار، وفي الغرب تمتد الصحارى الرملية بلا نهاية، وتسمق القمم البركانية في جو شبيه بأجواء البحر الأبيض المتوسط، وفضلا عن ذلك توجد السياحة الثقافية المتمثلة في فعاليات القبائل والأثنيات المتعددة وما تقدمه من نماذج موسيقية وأزياء تقليدية.
تنتشر في السودان الآثار التاريخية التي تعكس الحضارات المختلفة التي مرت على البلاد بدءأمن آثار النوبة في الشمال وآثار سلطنة الفور في الغرب والفونج في الوسط ثم الآثار الاستعمارية والمهدية في سائر أنحاء السودان أبرزها: أهرام مروي، وآثار سواكن.
تجري في السودان العديد من الأنهار أهما نهر النيل والنيل الأبيض والأزرق والأنهار الموسمية مما أتاح للسودان مناظر طبيعة خلابة يمكن أن تتركز في: شواطئ البحر الأحمر، وجبل مرة، وشلال السبلوقة، والمحميات الطبيعية، والمقرن.

## القرن الأفريقي

### جيبوتي

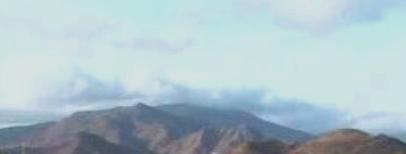
جبال آريي.

جيبوتي هي دولة تقع في القرن الأفريقي وتحدها إريتريا في الشمال، وإثيوبيا في الغرب والجنوب، والصومال في الجنوب الشرقي. باقي حدودها يتشكل بواسطة البحر الأحمر وخليج عدن في الشرق. تبلغ مساحة جيبوتي 32,200 كم². في العصور القديمة، كانت المنطقة جزءًا من بلاد بنط. منطقة جيبوتي، إلى جانب مناطق أخرى مجاورة في منطقة القرن الأفريقي، كانت بعد ذلك في العصور الوسطى موقعًا لسلطنة عدل وسلطنة عفت. في أواخر القرن الـ19، تم إنشاء مستعمرة أرض الصومال الفرنسي بعد معاهدات وقع عليها الحاكم الصومالي وسلاطنة عفر مع الفرنسيين. جيبوتي دولة متعددة الأعراق، يبلغ تعداد سكانها أكثر من 790,000 شخص. يمثل الصوماليون وعفر الجماعتين العرقيتين الأكبر. ويتحدث كلاهمالغات أفريقية آسيوية، والتي تعتبر لغات محلية معروفة. العربية والفرنسية هما اللغتان الرسميتان للدولة. حوالي 94% من السكان يعتنقون الإسلام. لا يوجد تنوع موسمي كبير في مناخ جيبوتي. حيث تسود الأجواء الحارة طوال العام مع سقوط الأمطار في الشتاء. يتراوح متوسط درجة الحرارة العليا يوميا بين 32-41 درجة حرارة مئوية، مع استثناء المرتفعات العالية حيث يمكن الشعور بآثار البرودة البعيدة عن الشاطئ. جبال جودة تقع في شمال غرب خليج تاجورة في إقليم تاجورة بجيبوتي. ترتفع 1750 متر فوق سطح البحر وهي أكثر مناطق الدولة زراعة. تعتبر بيئة هذا التضريس معزولة عن المنطقة البيئية للغابة الجبلية الإثيوبية، وهي جزيرة هامة من الغابات في بحر شبه صحراوي. بحيرة عسل هي بحيرة على فوهة بركان في شرق جيبوتي. وهي بجيرة مالحة تقع 155 متر تحت مستوى سطح البجر في مثلث العفر، ما يجعلها النقطة الأدنى في أفريقيا وثالث أدنى نقطة في العالم بعد البحر الميت وبحيرة طبريا. لا يوجد أي تدفق من البحيرة  وبسبب التبخر العالي فإن مستوى الملوحة في مياهها عشرة أضعاف مياه البحر، مما يجعلها الأكثر ملوحة في العالم بعد بحيرة دون خوان.

### الصومال
تمت ملاحظة السياحة في الصومال تقليديًا بسبب مواقعها التاريخية العديدة، والشواطئ، والشلالات، وسلاسل الجبال، والحدائق القومية. في فترة ما قبل الاستقلال، كان المستكشفون الأوروبيون يسافرون للصومال وأجزاء أخرى من القرن الأفريقي لزيارة المواقع التاريخية المتعددة بالمنطقة الموصوفة في وثائق قديمة ترجع للقرن الأول.
بعد استقلال الصومال في 1960، تم إنشاء وزارة السياحة لتنظيم صناعة السياحة القومية. في 1969، تم تمرير قانون صيد الحيوانات وحماية الغابة، والذي عرف ووفر مناطق محكومة، ومحميات كلية وجزئية. تم تعديله لاحقًا في 1978.
السياحة في الصومال حاليا يتم تنظيمها بواسطة وزارة السياحة القومية المعاد تشكيلها. مناطق أرض البنط وصوماليلاند ذاتية الحكم تحتفظ بمكاتب السياحة الخاصة بها. توفر جمعية السياحة الصومالية، ومقرها الرئيسي في مقديشو، خدمات استشارية بشأن الصناعة القومية للسياحة.
بسبب الغياب الطويل للتنظيم الحكومي، من غير المؤكد عدد السياح الأجانب الذين يزورون الصومال سنويًا. مع ذلك، فإن تأشيرات السفر وتصاريح الإقامة ضرورية لكل السياح الأجانب. اعتبارا من أبريل 2013، يطلب قسم الهجرة الصومالي المعاد تأسيسه من كل الأجانب غير الموثقين أن يسجلوا أنفسهم في مكاتبه في العاصمة.

## جزر المحيط الهندي

### جزر القمر
جزر القمر هي جزيرة أرخبيلية سيادية فيالمحيط الهندي، تقع عند النهاية الشمالية لقناة موزمبيق قبالة الساحل الشرقي لأفريقيا، بين شمال شرق موزمبيق وشمال غرب مدغشقر. الدول الأخرى القريبة من جزر القمر هي تنزانيا في الشمال الغربي وسيشل في الشمال الشرقي. عاصمتها هي مدينة موروني، الموجودة في القمر الكبري أكبر جزر الأرخبيل. كدولة مكونة في تقاطع طرق العديد من الحضارات، يلاحظ التنوع في ثقافة وتاريخ الأرخبيل. اتحاد جزر القمر له 3 لغات رسمية - القمرية، والعربية، والفرنسية. رسميًا، بالإضافة للعديد من الجزر الأصغر، تتكون الدولة من الأربع جزر الرئيسية في أرخبيل جزر القمر البركاني: القمر الكبرى (نكازيجا) في أقصى الشمال الغربي، وموهيلي (موالي)، وأنجوان (هنزوان)، ومايوت (ماهوري) في أقصى الشمال الشرقي. رغم أن جزر القمر تمتلك العديد من الموارد الطبيعية للسياحة، مثل شواطئها وبيئتها المائية، إلا أنها لا تملك صناعة سياحية قوية مقارنة بمنافسيها الإقليميين لا ريونيون، وموريشيوس، وسيشل. ترجع صناعتها السياحية الضعيفة بشكل رئيسي لمناخها السياسي غير الآمن، مع العديد من الاضطرابات السياسية خلال العقود الثلاث الأخيرة. سياح جزر القمر هم بشكل رئيسي أثرياء أمريكيون وأوروبيون، فيما تأتي أغلب الاستثمارات في الفنادق من جنوب أفريقيا. عامل الجذب السياحي الرئيسي في جزر القمر هو شواطئها، والصيد تحت الماء، والمناظر الجبلية. تعتبر موهيلي مزار سياحي خلاب. تمتلك القمر الكبرى مطار دولي وأغلب فنادق جزر القمر القليلة أصلا.

## بلاد الشام

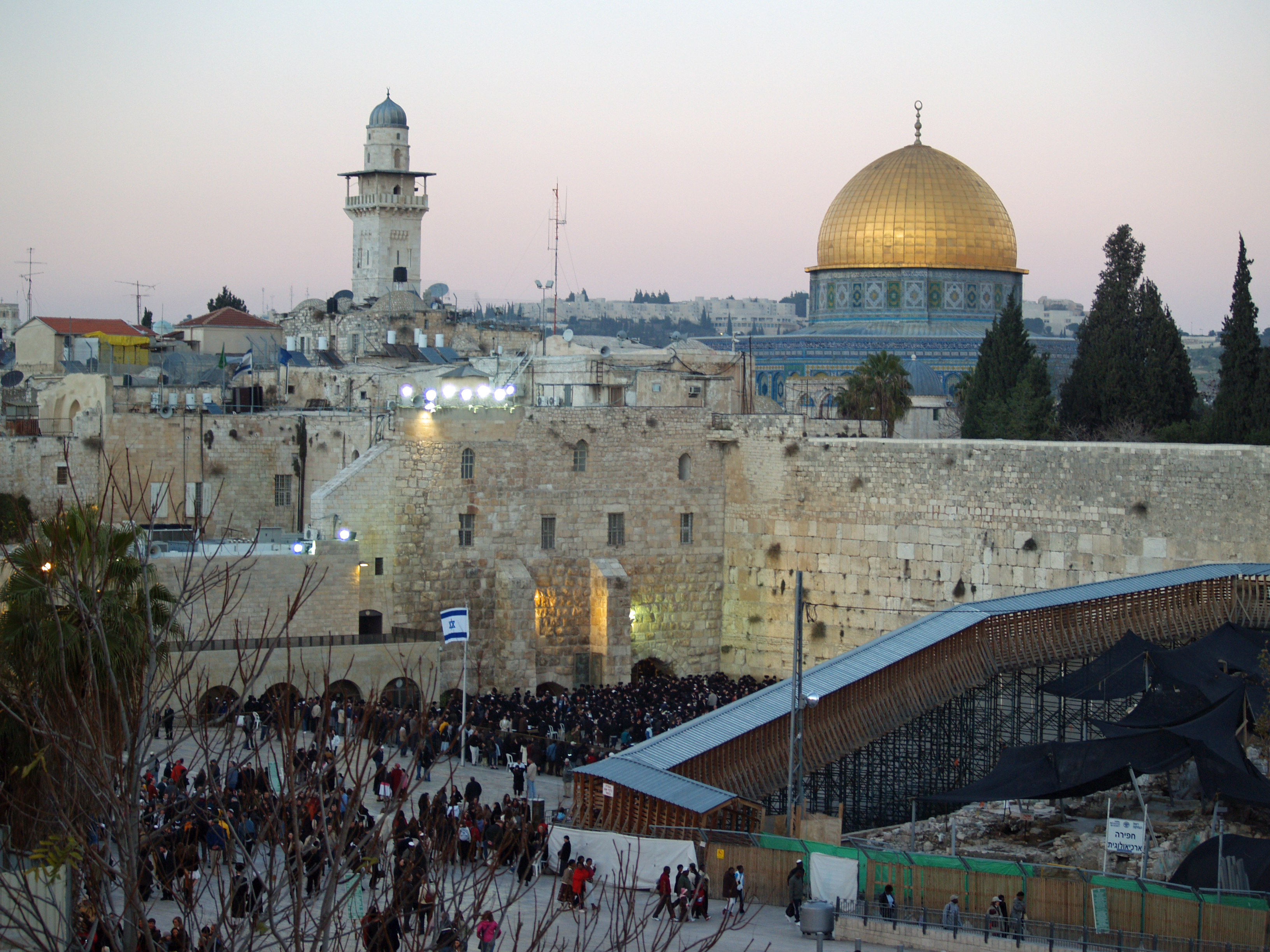
القدس

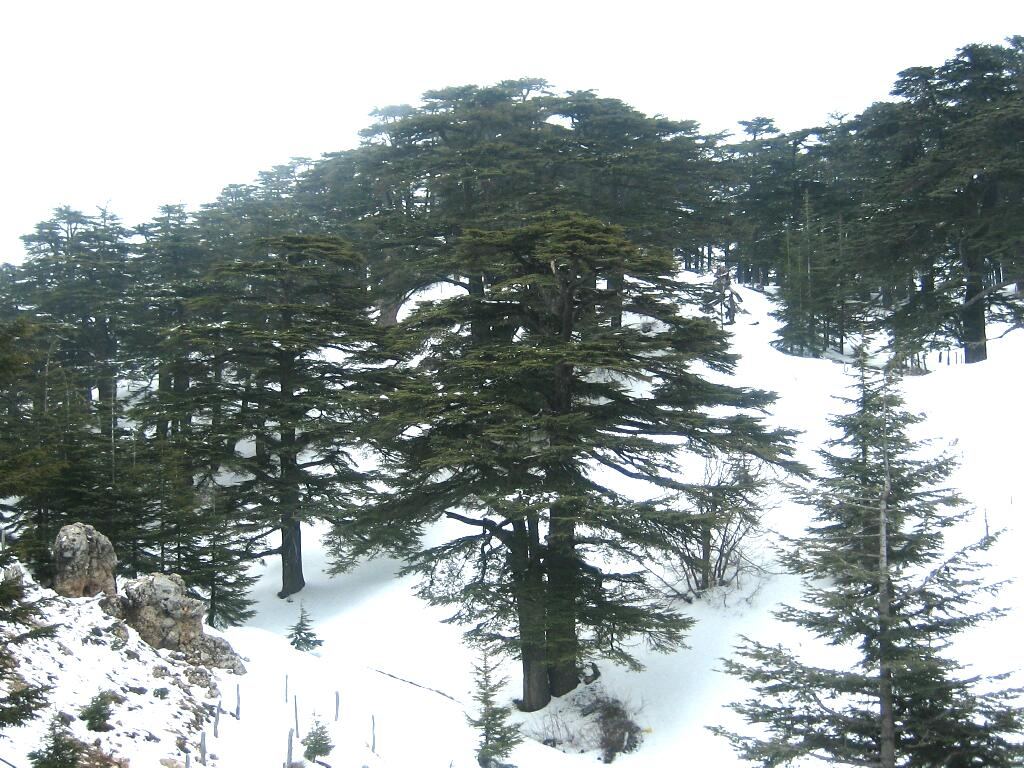
غابة أرز الرب، لبنان

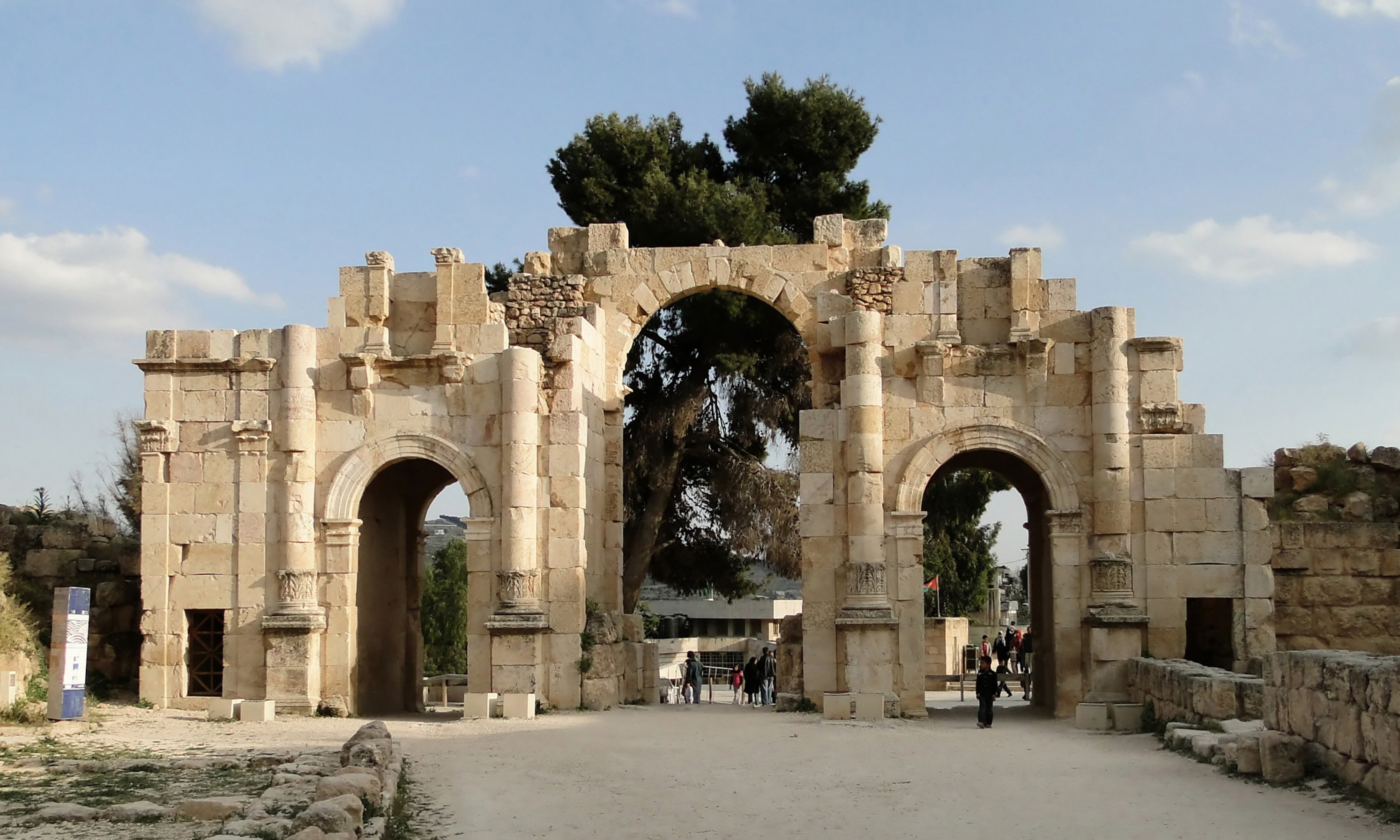
جرش، الأردن

بلاد الشام هي المنطقة الثقافية والجغرافية شرق البحر الأبيض المتوسط، وجنوب الأناضول، وغرب الهضبة الإيرانية، وشمال الصحراء العربية. تمتلك المنطقة العديد من الأسامي مثل الهلال الخصيب، وبلدان شرق المتوسط، وسوريا، والمشرق العربي. يتحدث مسلمو، ومسيحيو، وشراكسة المتوسط العربية الشامية المعروفة كذلك باسم العربية المتوسطية. تتشارك تلك الشعوب ليس فقط في اللغة، بل أيضا في الموقع الجغرافي، والمطبخ، وبعض التقاليد، وتاريخ طويل جدا.
جغرافيًا، تفتخر بلاد الشام ببعض الملامح الطبيعية الأكثر تنوعا في العالم العربي. بادية الشام، وهي صحراء صخرية مسطحة يبلغ وسعها 200,000 ميل مربع، تشغل وسط بلاد الشام وتعتبر تكملة للصحراء العربية. على شرقها توجد بلاد الرافدين، وهي عبارة عن سهول زراعية خصبة يقطعها نهران: دجلة والفرات. ينبع كلا النهرين من الأناضول وتغذيهم العديد من الروافد، يصب النهر بالكامل في منطقة جبلية واسعة. في غرب بلاد الشام، ترتفع تضاريس تلية وسلاسل جبلية موازية للخط الساحلي للبحر المتوسط من الشمال للجنوب وتشمل: جبال الساحل السوري، وجبل لبنان، وهضاب الجليل، وهضاب السامرة، وجبال يهودا. يتلقى هذا الحاجز الجبلي كمية كبيرة من المطر والثلج، ويتمتع بغطاء غابي كثيف، بشكل رئيسي غابات البحر المتوسط. بين الجبال والساحل يمتد سهل ساحلي ضيق وخصب مكتظ بالسكان.
تعتبر بلاد الشام مهد الحضارة، حيث شهدت تشكيل أول حضارة إنسانية. تاريخيًا، كانت بلاد الشام مأهولة بالسكان ومحكومة بالحضارات المحلية، أحيانا تحكم إحداها الآخرين. عبر الوقت، تعرضت بلاد الشام للاحتلال من العديد من الإمبراطوريات الأجنبية، بشكل رئيسي الفرس، والرومان، قبل السقوط تحت حكم البيزنطيين بعد سقوط الإمبراطورية الرومانية الغربية. نهضة الإسلام في شبه الجزيرة العربية متبوعة بالفتوحات الإسلامية أخضعت الشام لحكم الخلافة الراشدة، ومن بعدها دول إسلامية أخرى مثل الدولة الأموية، والعباسية، والمماليك، وأخيرا الدولة العثمانية. بعد الحرب العالمية الأولي، تم تقسيم بلاد الشام بين فرنسا وبريطانيا وفقًا لاتفاقية سايكس بيكو إلى مناطق نفوذ، ما أدى إلى ظهور ولايات جديدة عديدة.
تشمل منطقة الشام حاليًا بلاد لبنان، وسوريا، والأردن، والعراق، والضفة الغربية وقطاع غزة.

### الأردن
الأردن هي مملكة عربية في الشرق الأوسط، على الضفة الشرقية لنهر الأردن، وتمتد حتى فلسطين. حدود الأردن هي السعودية جنوبًا وشرقًا، والعراق في الشمال الشرقي، وسوريا شمالًا، والكيان الصهيوني غربًا، وتشترك في التحكم في البحر الميت مع الأخير. تتكون الأردن من هضبة جافة في الشرق، ترويها واحة وتيارات المياه الموسمية، مع منطقة مرتفعة في الغرب صالحة للزراعة وغابات متوسطية دائمة الخضرة. أخدود وادي الأردن لنهر الأردن يفصل الأردن عن فلسطين. النقطة الأعلى في الدولة هي جبل أم الدامي على ارتفاع 1854 متر فوق مستوى سطح البحر، وقمته كذلك مغطاة بالثلوج، فيما تقع أدنى نقطة في البحر الميت على عمق 420 متر. أشهر الأماكن السياحية هي البتراء عاصمة الأنباط، وهي مدينة من الحجر الوردي منقوشة من المنحدرات ومخفية بين مجموعة من الأودية الضيقة القاحلة. موقع تاريخي آخر هو جرش، مدينة رومانية قديمة تشتهر بشبكة الشوارع المحفوظة جيدا، وميدان سباق الخيل، والأروقة. مدن أخرى عديدة مثل الكرك، وعجلون هي موطن العديد من القلاع الصليبية. تمتك الأردن العديد من المواقع الدينية البارزة كذلك مثل نهر الأردن، وهو النهر الذي عمد فيه المسيح عيسي بواسطة يوحنا المعمدان، ومادبا، وهي موقع ديني يعرف بالفسيفساء، وجبل نيبو، أين يقال أن موسى ذهب ليرى أرض الميعاد قبل وفاته. العقبة هي مخرج الدولة الوحيد نحو البحر. تحتوي المدينة على العديد من الفنادق والمنتجعات وتشتهر بالشعب المرجانية بالبحر الأحمر. وادي رم هو أكبر وادي في الأردن. الأنشطة الشعبية في هذا الوادي الصحراوي تشمل التخييم تحت النجوم، وركوب الخيل العربي، وتسلق الصخور، والسير الجبلي.

### لبنان
تعد السياحة في لبنان إحدى أهم مصادر الدخل في خزينة الدولة، حيث كانت منذ القدم ولا تزال تُشكل دعامة للاقتصاد الوطني اللبناني، وتؤمن فرص عمل للعديد من الناس. كان يُنظر إلى لبنان قبل الحرب الأهلية، على أنه «سويسرا الشرق»، حيث كان يستقطب رؤوس الأموال والأعمال الأجنبية والعديد من السائحين الذين يرغبون بالتعرّف على ثقافة وعادات سكان شرق البحر المتوسط.
إن طبيعة لبنان وتنوعه الثقافي والتاريخي كنتيجة للحضارات المختلفة التي مرت عليه جعلته مقصدًا بارزًا للسائحين الأجانب، فالبلاد تضم عددًا من المعالم والنشاطات التي تهم فئات مختلفة من الناس، فهناك العديد من الآثار الإغريقية والرومانية الباقية، الحصون والقلاع العربية والبيزنطية والصليبية، الكهوف الكلسيّة،الكنائس والمساجد التاريخية، الشطآن الرملية والصخرية، الملاهي والمرابع الليلية، منتجعات التزلج الجبلية، بالإضافة إلى المطبخ اللبناني المشهور عالميًّا.
تتنوع السياحات في لبنان بين سياحة ثقافية، وطبية، وبيئية، واستجمامية، وتشمل أبرز المقاصد السياحية في لبنان:
صيدا: وهي مدينة تأسست منذ قرابة 6,000 عام، وكانت تُعرف، ولا تزال في أوروبا، باسم «صيدون». من معالمها المشهورة قلعة البحر والمدينة القديمة حيث السوق القديم والعديد من الخانات ومصانع الصابون.
فاريا مزار كفرذبيان: موقع تزلّج رئيسي ومنتجع جبلي.
بيروت: عاصمة لبنان، التي تقدم للسائح فرصة التمتع بالحياة الليلية الصاخبة أو قضاء الوقت في أحد المطاعم أو المقاهي المشهورة على الشاطئ، وزيارة معالم المدينة المعمارية والطبيعية مثل صخرة الروشة ومسجد محمد الأمين ووسط بيروت التجاري.
حاريصا: وهي منطقة تقع شمال بيروت، في جونية، حيث يستطيع السوّاح استقلال الترام الجوّي أو «التلفريك» صعودًا إلى جبل حاريصا لزيارة مزار «سيدة لبنان».
مغارة جعيتا: وهي إحدى أجمل الكهوف الكلسيّة في العالم.
بيت الدين: وهي بلدة في قضاء الشوف، كانت عاصمة الإمارة اللبنانية الشهابية ومركز متصرفية جبل لبنان، وهي تأوي قصر بيت الدين ويُقام فيها مهرجان سنوي صيفي يحمل اسمها.
البترون: وهي بلدة صغيرة في شمال لبنان، تقع فيها قلعة المسيلحة المشهورة التي بناها الصليبيون.
طرابلس: طرابلس هي ثاني أكبر مدينة في لبنان وتُعد العاصمة الثانية بعد بيروت. شهدت المدينة تعاقب العديد من الحضارات، ومن أبرز معالمها السوق القديم، القلعة، ومينائها الذي يُعد من أقدم الموانئ في العالم.

### سوريا
السياحة في سوريا تعتبر السياحة من أهم مصادر الدخل القومي في سوريا، كما أن الشعب السوري معتاد على وجود السياح منذ القدم. وتتميز سوريا بوفرة في المزارات السياحية على اختلاف أنواعها وتنتشر المصايف في سوريا على الجبال في مناطق كثيرة جدا إضافة لمصايف الساحل السورى الجميل التي يتلاقى فيه البحر مع الغابة التي تغطي الجبال الساحلية ببساط اخضر وتتخللها الأنهار والشلالات والينابيع والبحيرات الرائعة وتحيط بها الغابات من كل جانب.
أبرز المزارات السياحية في سوريا: المسجد الأموي في دمشق، وسوق الحميدية، وغابة الفرلق في اللاذقية، الشاطيء الأزرق في اللاذقية، وجزيرة ارواد، والتكية السليمانية (متحف حربي)، ومدينة أفاميا، ونواعير حماه، وأم الطيور في اللاذقية، ومتحف البانوراما، وقلعة الحصن في محافظة حمص، وقلعة حلب، والمسجد الاموى في حلب، وقلعة سمعان وقصر المشبك الأثري في حلب.

### فلسطين
تعد فلسطين من المناطق السياحية المهمة في بلاد المشرق العربي لكثرة الأماكن السياحية وتنوعها فيها ووفرة الآثار القديمة والمزارات والمصايف والمشاتي والمنتجعات الطبيعية والمواقع التي يقدسها أبناء الديانات السماوية الثلاث. تتميز فلسطين بموقعها الجغرافي باعتبارها نقطة وصل بين قارتي أفريقيا وآسيا، ولأنها كانت مهد حضارات تاريخية عديدة من مصرية وبابلية وآشورية ويونانية وفينيقية ورومانية وعبرية ومسيحية وإسلامية، مما أكسبها نموذجاً حضارياً وثقافياً نتيجة اختلاط الشعوب ببعضها، فقد خلّف ذلك وراءه كنوزاً ثمينة من الآثارات إضافةً إلى كون مدنها مدناً سياحية بحد ذاتها.
تشمل أبرز المعالم السياحية في فلسطين: المسجد الأقصى وقبة الصخرة، وكنيسة القيامة، والمسجد الإبراهيمي، وكنيسة المهد، وقصر هشام، وكنيسة مريم المجدلية، وخان العمدان، وضريح الباب وحدائق البهائيين، وشواطئ مدينة حيفا، والبلدة القديمة والميناء في يافا، وميناء وشاطئ غزة، وكنيسة البشارة، وسوق الناصرة.

### العراق
السياحة أحد روافد اقتصاد العراق وتضم أرض العراق أراضي خصبة ومصادر للمياه العذبة ويشقه نهري دجلة والفرات وغيرهما من المصادر خاصة في مناطق الشمال حيث تكثر الينابيع والشلالات، كذلك يحوي العراق عددا من المساجد الأثرية والأضرحة والمراقد الدينية.
لعل أبرز المعالم السياحية في العراق هي: المتحف الوطني العراقي في بغداد، وقصر بكوارا الذي شيده الخليفة العباسي المعتز، وقصر العاشق والمعشوق الذي بناه الخليفة المعتمد، وقصر الخليفة المعتصم، ومدينة كيش أول مدن الحضارة السومرية وتتميز بالحطام المتبقية من آثارها، ومدينتي نيبور وبابل حيث المعابد والمعالم الأثرية وهي أقدم المدن السومرية. وتشتهر نيبور كذلك بزقورتها الشهيرة الموجودة فوق تل ترابي، ويمكن مشاهدتها من مسافة بعيدة، مدينتي أور وأوروك اللتان اشتهرتا بالزقورة، وهي معابد للآلهة في الأساطير السومرية.

## شبه الجزيرة العربية

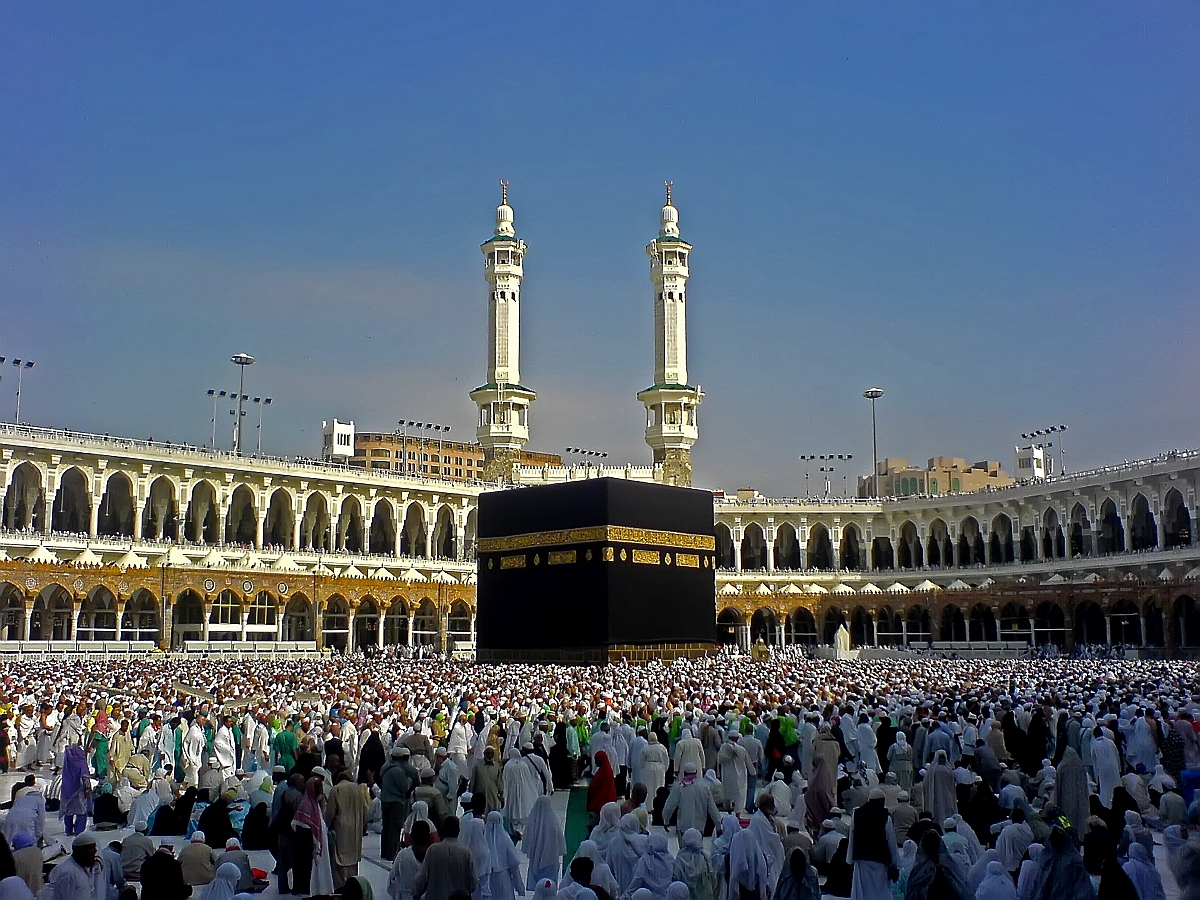
الحجاج في مكة في المملكة العربية السعودية

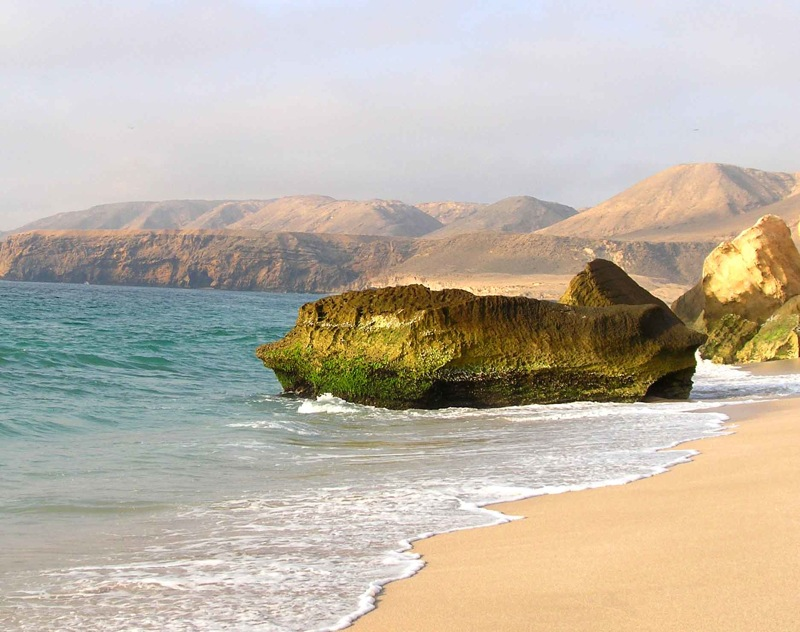
رأس الجنز، النقطة الشرقية لشبه الجزيرة العربية

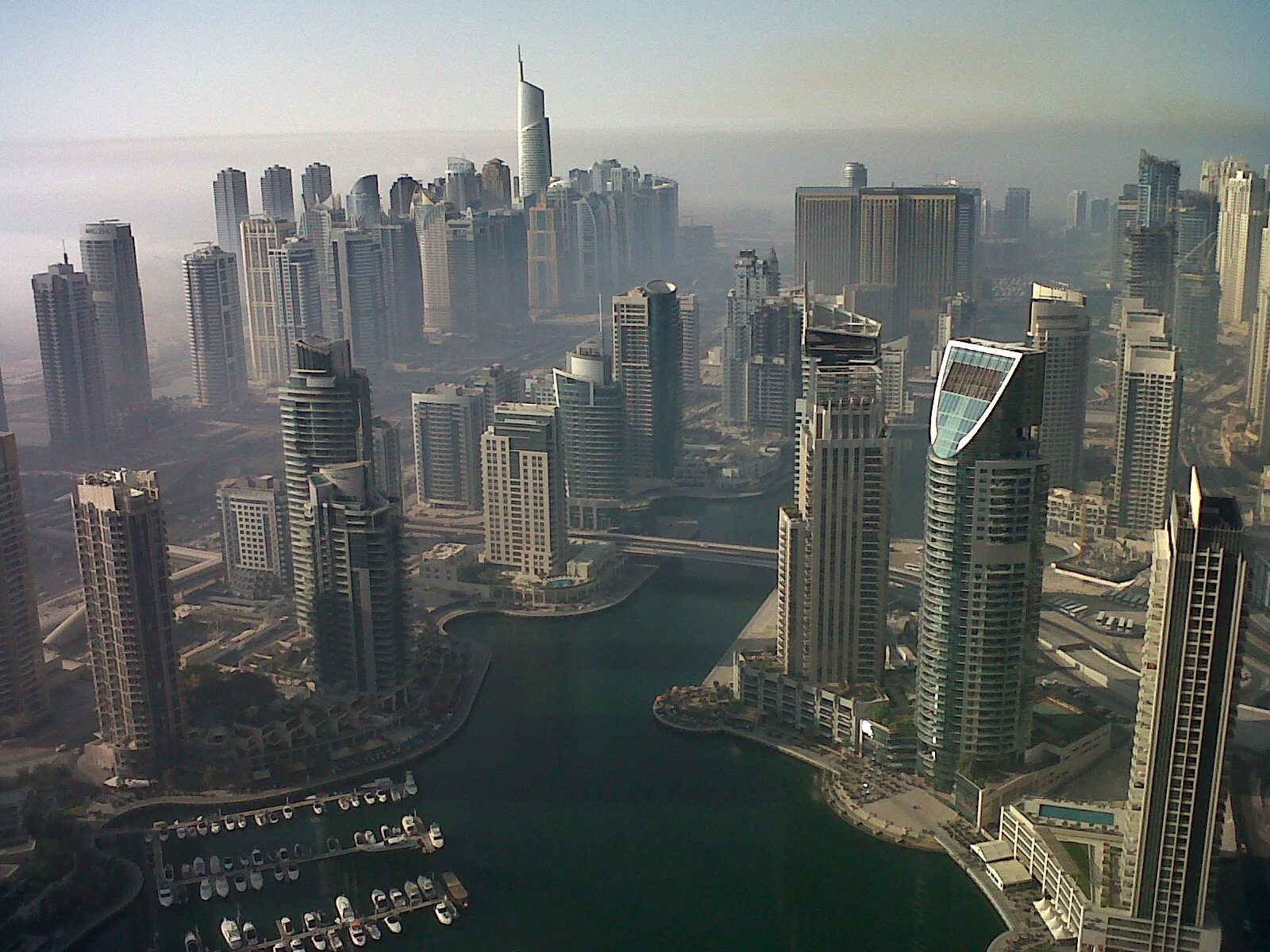
مرسى دبي، الإمارات العربية المتحدة

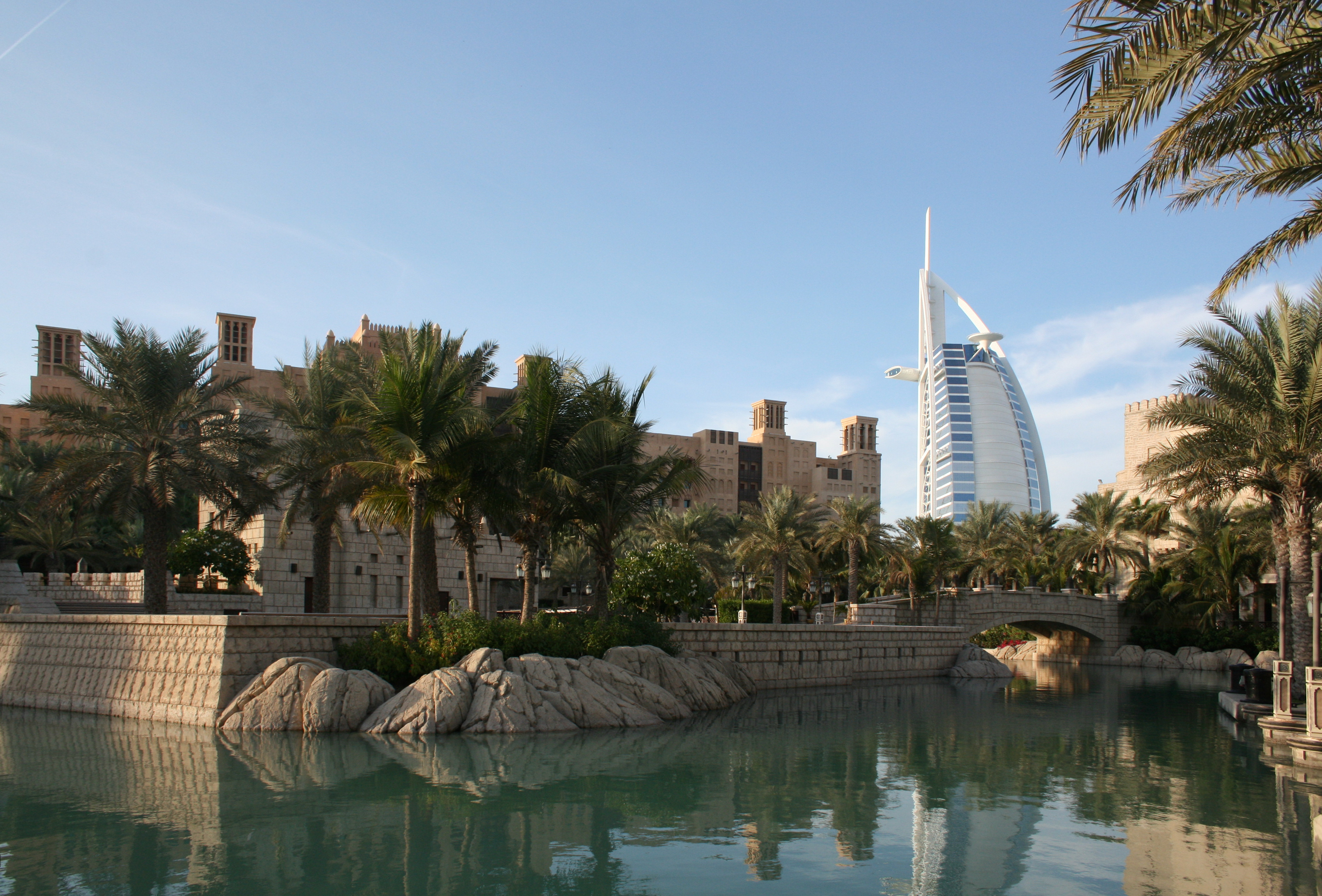
مدينة الجميرا وبرج العرب

شبه الجزيرة العربية هي كتلة أرضية تقع شمال شرق إفريقيا. تعرف كذلك باسم جزيرة العرب أو شبه القارة العربية، وهي أكبر شبه جزيرة في العالم إذ تبلغ مساحتها 3,237,500 كم². تمثل شبه الجزيرة منطقة هامة من قارة آسيا وتلعب دورًا جغرافيا وسياسيا حاسما في الشرق الأوسط والوطن العربي بسبب الاحتياطي الكبير لها من البترول والغاز الطبيعي. تكونت شبه الجزيرة نتيجة تصدع البحر الأحمر منذ حوالي 23-56 مليون سنة، ويحدها البحر الأحمر غربًا، والخليج العربي من الشمال الشرقي، والمحيط الهندي وبحر العرب من الجنوب الشرقي.
يتحد الجزء الشمالي من شبه الجزيرة مع بادية الشام دون وجود حدود واضحة، رغم أن الحد الشمالي لشبه الجزيرة العربية يعتبر عموما هو الحدود الشمالية للسعودية والكويت. الملمح الأبرز في شبه الجزيرة هو الصحراء، لكن في الجنوب الغربي توجد سلاسل جبلية تستقبل أمطارًا أكثر من باقي شبه جزيرة العرب.
الدول المكونة لشبه جزيرة العرب هي (في اتجاه عقارب الساعة من الشمال للجنوب) الكويت، والبحرين، وقطر، والإمارات العربية المتحدة شرقًا، وعمان في الجنوب الشرقي، واليمن جنوبًا، والسعودية في المنتصف. جزيرة البحرين تقع قبالة الساحل الشرقي لشبه الجزيرة. 6 دول هي السعودية، والكويت، والبحرين، وقطر، والإمارات، وعمان تشكل مجلس التعاون الخليجي، وتعرف كذلك باسم الدول العربية في الخليج العربي. تغطي المملكة العربية السعودية الجزء الأكبر من شبه الجزيرة. فيما يعيش أغلب السكان في السعودية واليمن.
يرجع تاريخ شبه الجزيرة العربية إلى بدايات سكن الإنسان في الجزيرة العربية منذ حوالي 20,000 سنة. كان للمنطقة تأثيرًا عالميا في تاريخ العالم مرتين. المرة الأولى في القرن السابع حين أصبحت مهد الإسلام. والثانية كانت من منتصف القرن الـ20 حين تم اكتشاف رواسب النفط الضخمة ما جعل لها دور اقتصادي وجغرافي سياسي رئيسي. في العصور الأخرى، تواجدت المنطقة في عزلة وغموض نسبيين، رغم أنه من القرن الـ7 امتلكت مكة والمدينة المنورة الأهمية الروحية الأعظم للعالم الإسلامي، باعتبار مكة جهة الحج. في أغلب تاريخها، كانت شبه الجزيرة العربية تحت حكم خليط من حكام القبائل.

### السعودية
الجبال، الوديان، وشواطئ البحر الأحمر ذات المياه الفيروزية تعرف بأنها من أفضل أماكن الغطس في العالم وتجذب بعض السياح، ولكن عددهم قليل نسبيًا. بعض الأماكن الأخرى يصعب الوصول لها، مثل آثار الأنباط، حيث تتطلب الذهاب بالسيارة لمدة 4 ساعات من المدينة المنورة، وهي أقرب مدينة بها مطار للزوار. تعتمد المملكة بشكل شبه كامل على النفط، وهي عادة سعى الأمير سلطان بن سلمان لتغيرها عن طريق تكوين الهيئة العامة للسياحة والتراث الوطني السعودية عام 2000. توجد العديد من المتاحف في السعودية مثل متحف صقر الجزيرة للطيران، والمتحف الوطني السعودي. يوجد متحف صقر الجزيرة على الطريق الدائري الشرقي للعاصمة السعودية الرياض. طائرة لوكهيد إل-1011 تراي ستار السعودية تعمل كحرس للبوابة ويمكن رؤيتها من الطريق الدائري. يوضح المتحف تاريخ القوات الجوية الملكية السعودية منذ نشأتها في عشرينيات القرن الـ20 حتى الوقت الحالي. يحتوي المتحف على حديقة ثابتة في الهواء الطلق، ومتحف حديث وكبير في الداخل. المتحف الوطني السعودي هو متحف وطني كبير آخر في السعودية. تم تأسيسه عام 1999، وهو جزء من مركز الملك عبد العزيز التاريخي في الرياض. يغطي المتحف عدد كبير من المواضيع عن الإسلام، ورحلات النبي محمد، وتاريخ جزيرة العرب قبل الإسلام. الدرعية هي مدينة قديمة، حددت بأنها موقع تراث عالمي، وكانت هي العاصمة الحاكمة للدولة السعودية الأولى. موقع تراث عالمي آخر هو مدائن صالح المكونة من مقابر عملاقة وغرف دفن منحوتة من منحدرات حجرية مع تصميمات فنية محلية. تعتمد السياحة بشكل رئيسي في السعودية على الحج. تستقبل مكة ما يزيد عن 3 ملايين حاج سنويًا خلال شهر ذو الحجة، وحوالي مليوني شخص في شهر رمضان لأداء العمرة.

### عمان

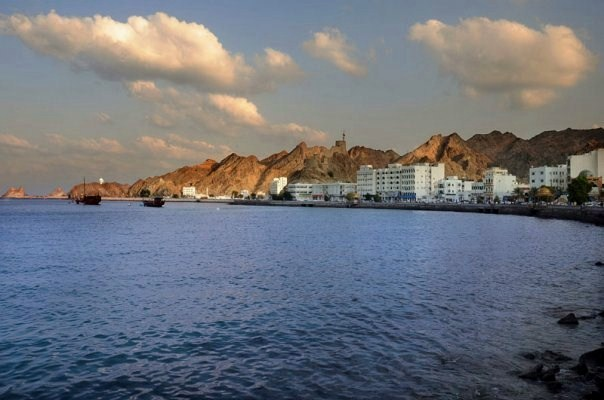
الواجهة البحرية في مسقط، عمان

سلطنة عمان هي الدولة الواقعة في أقصى شرق شبه الجزيرة العربية. ساحل عمان يزدحم بالعديد من الشواطئ الرملية الناعمة. تشمل النشاطات المتاحة لزوار الشاطئ التشمس، والسباحة، وركوب الأمواج، والغطس، والغوص، وركوب الزوراق، وتجميع الصدف. توجد كذلك على تلك الشواطئ المطاعم، والمقاهي، وحانات الوجبات الخفيفة. أصبح التطعيس نشاطًا ذو شعبية، ويمكن فعله سواء بركوب الجمال أو السيارات رباعية الدفع. تمتلك كل مدينة عمانية تقريبًا حصنها الخاص. تم بناء أغلب تلك المدن أو توسيعها بشكل كبير خلال حكم آل اليعربي لسلطنة عمان بين 1624 و1744. ويمثلون الازدهار والمعمار العماني الدقيق في ذلك الوقت. بفضل جدرانهم العالية والسميكة، كان الهدف من تلك الحصون أن تكون ملجأ للناس وخط دفاع أخير عن المدن في أوقات الحرب. كانت الحصون مجهزة لأن تتحمل حصارًا طويلًا بفضل وجود آبار ماء، ومخازن للطعام، وممرات سرية تنتهي بعيدًا بكيلومترات عن جدران الحصن. في أوقات السلم كانت الحصون مراكز للحكم، وأماكن للتعليم، ونقطة تواصل اجتماعي. بعض تلك الحصون الشهيرة هي قلعة نخل، وقلعة بهلاء، وكلاهما يعتبران مواقع تراث عالمي. تشمل بعض مواقع التراث العالمي الأخرى «طريق اللبان»، وهو مجموعة من المواقع ساهمت مجتمعةً في ازدهار تجارة اللبان للعديد من القرون، و«قناة الري»، وهو نظام مائي وتركيب ري يبلغ عمره 2000 سنة. العديد من مدن عمان القديمة لا زالت بحالة جيدة وتستخدم كأسواق تقليدية. تعد الأسواق العمانية أماكن مفضلة لشراء الحرف اليدوية وتكتظ دائما بالسياح. تتميز الأسواق العمانية بتنوعها. حيث تمتلئ الأسواق القديمة بالحرف اليدوية كالفضة، والذهب، والنسيج، وروائع منتجة بواسطة صناعات عمانية أخرى مثل الخناجر وتتواجد معها الأسواق الحديثة ومراكز التسوق الأخرى التي تحتوي على كل شئ يبحث عنه الزوار بأفضل الأسعار.

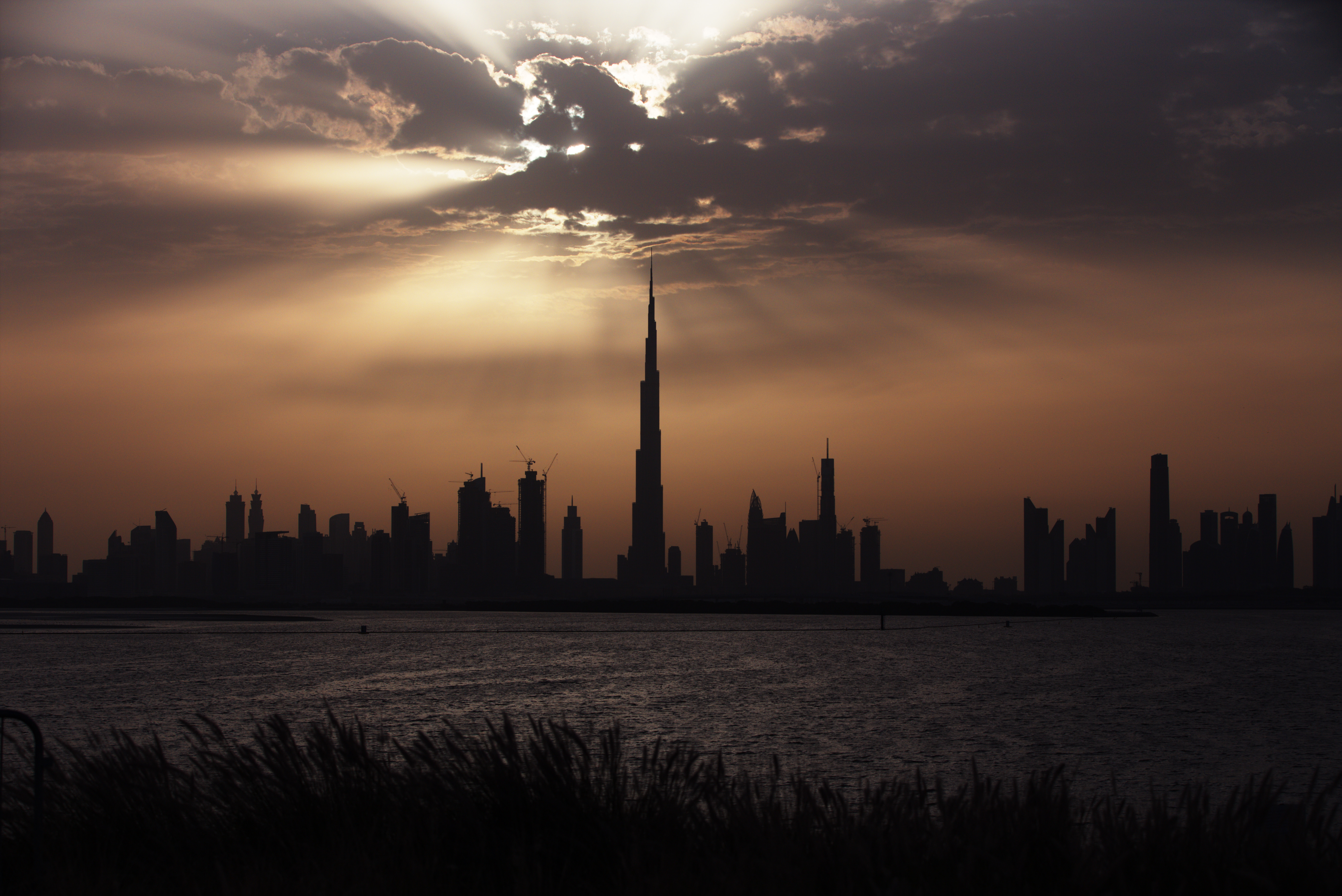
برج خليفة

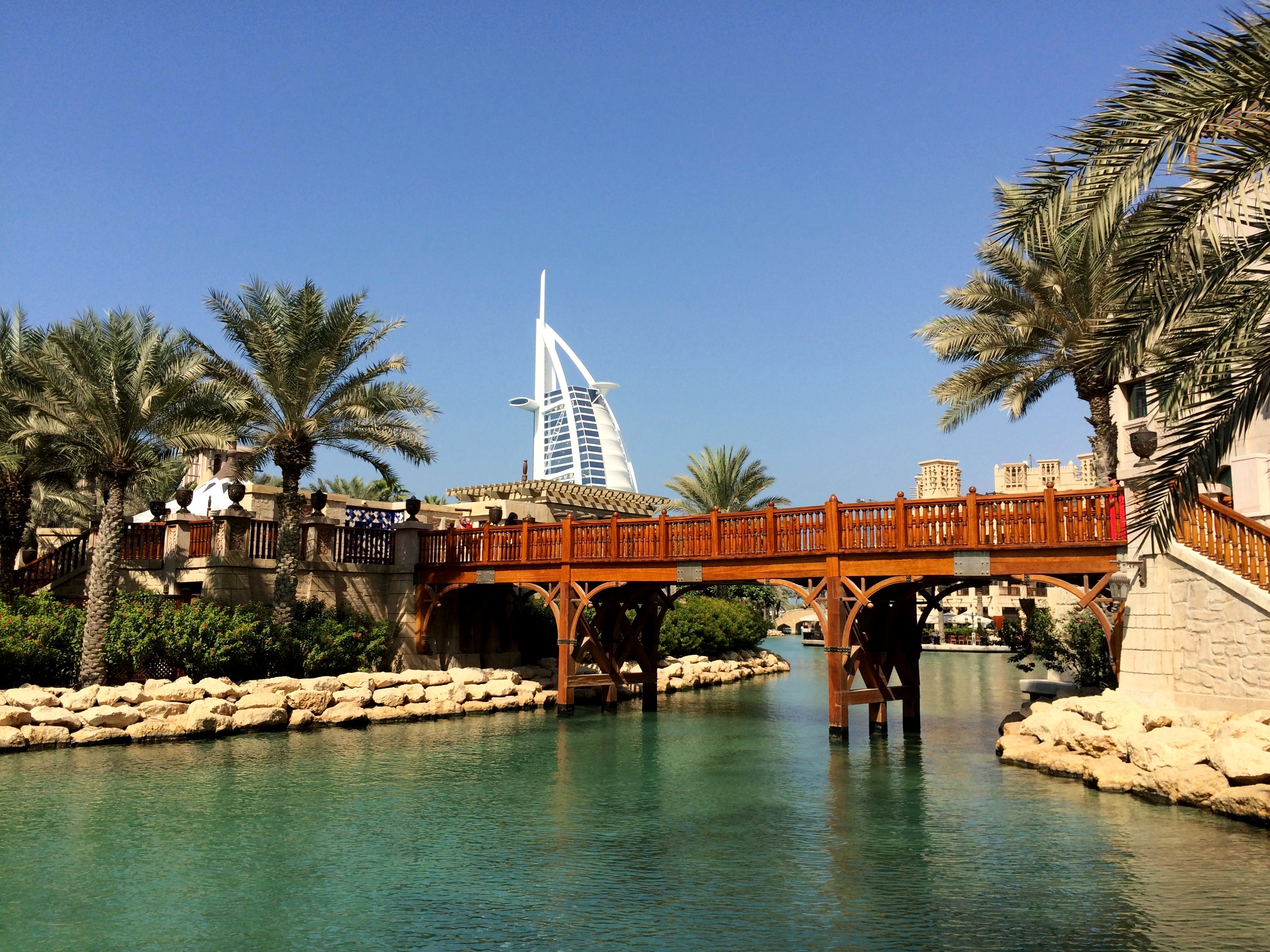
جميرا القصر

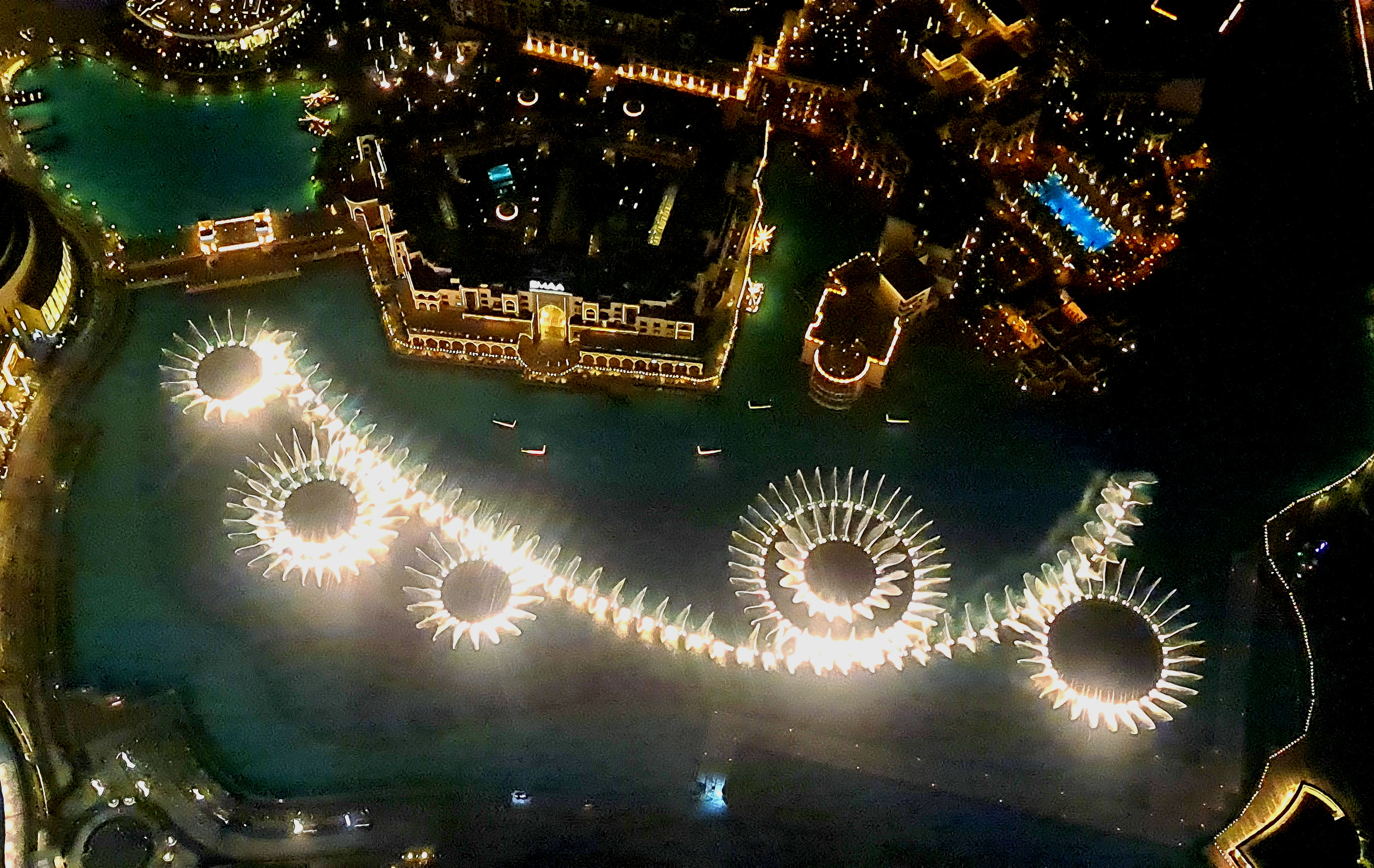
عرض نافورة دبي

### الإمارات العربية المتحدة
الإمارات العربية المتحدة هي دولة على الحافة الجنوبية الشرقية لشبه الجزيرة العربية، تطل على الخليج العربي. تتكون الإمارات من 7 إمارات، يحكم كل منها سلالة عربية تاريخية. تشكلت الدولة حين قررت الإمارات السبع تشكيل فيدرالية في 1971، وشهدت لاحقًا تطورًا اقتصاديا هائلا مع اكتشاف النفط. عاصمة الإمارات هي أبوظبي، أما دبي فهي أكبر المدن وتعتد مركزًا ماليًا رئيسيًا. الإمارات الأخرى هي عجمان، والفجيرة، ورأس الخيمة، والشارقة، وأم القيوين. تلعب السياحة دورًا حيويا في اقتصاد الإمارات العربية المتحدة، حيث يتجاوز عدد الزوار 10 ملايين كل عام. تظل دبي صاحبة أكبر نسبة من السياح مقارنة بباقي الإمارات. حظت دبي بالكثير من الاهتمام الإعلامي بسبب المشروعات الضخمة الطموحة مثل: برج خليفة، أعلى برج في العالم، ودبي مول، أكبر مول تجاري في العالم، وجزر النخيل، وهي سلسلة من 3 جزر صناعية على شكل نخيل، وجزر العالم، وهي أرخبيل مصنوع بشريًا على شكل خريطة العالم، وبرج العرب، الفندق الوحيد في العالم ذو 7 نجوم، ومدينة الجميرا، منتجع عربي تقليدي على مساحة 40 هكتار، ومرسى دبي، مدينة قنال طولها 3 كم وبها أعلى برج سكني في العالم، ونافورة دبي، وسكاي دبي، وداون تاون دبي، والعديد غيرهم. تحتفظ دبي كذلك بالعديد من المعالم التاريخية، يعود تاريخها إلى تراث المدينة كموقع صغير للصيد والتجارة على طول الخليج العربي، مثل: خور دبي، وهو مدخل مائي مالح كان مركزًا لتجارة دبي القديمة وصناعة اللؤلؤ، وسوق التوابل، وهو سوق التجار القديم لبيع اللبان والشيشة والأعشاب والمنسوجات والبخور والسجاد والتحف، وسوق الذهب، وهو سوق تقليدي يكتظ بأكثر من 300 تاجر ذهب، ومسجد دبي الكبير، وهو مسجد عمره قرن من الحجر الرملي وارتفاع مئذنته 70 مترا، والبستكية، مدينة قديمة مشهورة بأبراج الرياح ومدرسة الأحمدية أحد أقدم المعاهد التعليمية، وحصن الفهيدي (متحف دبي) وهو حصن عربي كبير من القرن الـ18 تحول لمتحف، والسوق الكبير، أحد أقدم الأحياء السكنية والتجارية في دبي. توفر الطبيعة الجغرافية للإمارات العديد من الفرص للسياحة. حيث تتمتع الإمارات بساحل يمتد لـ650 كم على طول الخليج العربي، وساحل أصغر بكثير بطول خليج عمان. يتكون أغلب الساحل من إسفنج مالح يمتد لداخل الأرض لمسافة كبيرة، مع العديد من الجزر والشعاب المرجانية التي تنقط الشاطئ. يسيطر على المناظر الطبيعية الصحراوية الداخلية الكثبان الرملية الملتفة التي تعوقها حفنة من الواحات مثل واحة ليوا. أبوظبي، عاصمة الدولة وثاني أكبر المدن، لها نصيب من عوامل الجذب السياحية كذلك، وأكثرها أهمية: قصر الإمارات، وهو قصر/فندق عربي كبير يطل على شاطئ طوله 1.3 كم وله 100 هكتار من الحدائق، وعالم فيراري، أكبر مدينة ملاهي مغطاة في العالم، وحلبة مرسى ياس، وهي موقع سباق لجائزة أبوظبي الكبرى، وفندق ياس أبو ظبي، وكورنيش أبوظبي، وهو ممشى على شاطئ البحر للمشاة على طول ساحل المدينة، وجزيرة ياس، جزيرة ترفيهية متعددة الاستخدام من صنع الإنسان، وجامع الشيخ زايد، وهو مسجد كبير يتكون من 82 قبة ومغطى بالكامل بالرخام الأبيض.

### البحرين
تبلغ مساحة البحرين 718 كم² وعدد سكانها حوالي 700,000 نسمة

#### متحف بيت القرآن
من أهم معالم السياحة في البحرين حيث يُعد متحف بيت القرآن مركزاً إسلامياً شاملاً في البحرين يخدم القرآن الكريم وعلومه، فمنذ نشأته عام 1990 أصبح واحداً من أشهر المتاحف الإسلامية على مستوى العالم

#### باب البحرين
من اماكن سياحية في البحرين هو باب البحرين Bab Al Bahrain، ويعد هذا الباب مبنى تاريخي يعود تاريخ اكتمال بناءه إلى عام 1945 وتم إنشاؤه على يد مستشار الحكومة البحرينية في ذلك الوقت السير تشارلز بلجريف

#### قلعة البحرين
من أهم الاماكن السياحية في البحرين هي قلعة البحرين Bahrain Fort أو قلعة البرتغال كما يُطلق عليها، ويعود بداية إنشاء القلعة إلى القرن الرابع عشر الميلادي، ولكن تم تزويد القلعة بمباني أخرى خلال عصور مُختلفة كفترة الحكم البرتغالي للبحرين

### قطر
دولة قطر هي شبه جزيرة تقع في منتصف الساحل الغربي للخليج العربي، ويتبعها عدد من الجزر أهمها جزر حالول وشراعوه والأسحاط، وغيرها وأيضا هي دولة سريعة التطور من النواحي المعمارية وفنون التصميم والنهضة العملاقة فهاذا سبب لجذب السياح إلى هذه الدولة. وتمتاز دولة قطر بعديد من أنواع السياحة مثل السياحة الثقافية، والسياحة التاريخية، وسياحة المغامرات، والسياحة البحرية
هذه مجموعة من أفضل الأماكن السياحية في قطر:
متحف الفن الإسلامي: صممه المهندس المعماري العالمي الشهير «آي إم بي» مهندس الهرم الزجاجي لمتحف اللوفر، ويحتوي المتحف على أكبر مجموعة للفن الإسلامي في العالم، والتي تم جمعها من ثلاث قارات على مدى 1400 سنة.
الكورنيش: متنزه الواجهة البحرية الذي أعاد رسم خريطة الساحل الدوحة هو واحد من أكثر المواقع شعبية بين المشاة وسائقي الدراجات وهواة الركض لممارسة الرياضات الصباحية، ويجذب حشودًا كبيرة من الباحثين عن مناظر خلابة على أفق المدينة.
سوق واقف: يقع على بعد بضع دقائق فقط من الكورنيش، ويعد القلب الاجتماعي لمدينة الدوحة لكونه مكانًا هامًا للتسوق، وعادة ما تجده مزدحمًا بالسياح الذين يتجولون في الأزقة بين المباني المعمارية الفريدة والمحلات التجارية والثقافية العديدة.
سوق فالكون: يقع هذا السوق الجديد والرائع بجوار سوق واقف ويستحق بدوره الزيارة لمجرد التعرف على مجموعة هائلة من الأدوات المرتبطة بالصقور، ويمكنك أيضًا مشاهدة الصقور مع مدربيها في الهواء الطلق.
حديقة أسباير: هي واحدة من أكبر الحدائق في منطقة الخليج، وبها من أروع المناظر الطبيعية في دولة قطر، حيث تقف على النقيض تمامًا من المناظر الطبيعية الصحراوية التي تميز قطر، وعامل الجذب الآخر هو برج الشعلة المعروف أيضًا باسم برج أسباير وطوله 300 متر.
كتارا القرية الثقافية: تقع في الساحل الشرقي بين الخليج الغربي واللؤلؤة، وقد تم إنشاؤها لتكون منارة ثقافية وفنية في الشرق الأوسط من خلال المسرح والموسيقى والأدب والمؤتمرات والمعارض.
اللؤلؤة قطر: هي جزيرة اصطناعية من صنع الإنسان تقع خارج منطقة الدوحة في بحيرة الخليج الغربي، وتعرف بأنها أول أرض متاحة للتملك الحر من الرعايا الأجانب في قطر.
متحف قطر الوطني: هو المكان المناسب لاكتشاف الماضي الثقافي الغني والتراث العريق لدولة قطر، ويشكل مثاًلا جيدًا من الثقافة العربية، وقد بني حول قصر الشيخ عبد الله بن جاسم آل ثاني الأصلي، ويعتبر ثاني أكبر متحف في الدوحة مع مجموعة هائلة من الآثار والتحف.
منتجع شاطئ سيلين: واحد من أفضل الأماكن للزيارة في قطر، يشكل مزيجًا بين الواحة الغناء وسط الصحراء وعلى الشاطئ في نفس الوقت، مع الكثير من الأنشطة الصحراوية التي يمكنك القيام بها، وفي نفس الوقت قبالة المياه الزرقاء للبحر العرب.
الزبارة: مدينة تاريخية قديمة تقع في الشمال ويشكل الخليج الموقع الأكثر إثارة للاهتمام في الزبارة، حيث يمكن أن تجد البيوت التقليدية المشيدة من الطين مع الحجر الجيري.

### الكويت
دولة الكويت هي دولة خليجية عربية إسلامية تقع في الشرق الأوسط من جنوب غرب القارة الآسيوية، وتحديداً في الركن الشمالي الغربي للخليج العربي الذي يحدها من الشرق، حيث يحدها من الشمال والغرب جمهورية العراق ومن الجنوب المملكة العربية السعودية، وتبلغ مساحتها الإجمالية 17,818 كيلومتر مربع، ويبلغ عدد السكان طبقاً لإحصاء عام 2014 ما يقارب الأربعة ملايين نسمة. وترجع تسمية الكويت إلى تصغير لفظ «كوت» التي تعني الحصن أو القلعة، وقد شيد بالقرب من الساحل في القرن السابع عشر ميلادي.
يعد مناخ منطقة الخليج العربي مناخا صحراويا وذلك لتميزه بقلة سقوط الأمطار وعدم انتظامها ، ومع ارتفاع درجة الحرارة في الصيف وانخفاضها في الشتاء. ونتيجة لموقع منطقة الخليج بالقرب من المياه فإن أجواؤها مشبعة بالرطوبة طوال فترات السنة ما عدا شهري مايو ويونيو وذلك لقوة الرياح الشمالية الغربية. تقع دولة الكويت بين خطي عرض 28.45° و30.05° شمال خط الاستواء وبين خطي طول 46.30° و48.30° شرق خط جرينتش، ونظرا لوقوع الكويت في الإقليم الجغرافي الصحراوي، فإن مناخها يمتاز بوجود فصلين رئيسيين (الصيف والشتاء)، وفصلين ثانويين لا يكادان يلاحظا (الربيع والخريف). يعتبر مناخ الكويت من النوع الصحراوي والذي يتميز بصيف طويل حار جاف، وشتاء قارس قصير ممطر أحيانا. في المقابل فصل فصل الربيع يتميز بأنه قصير معتدل، بينما فصل الخريف ترتفع فيه نسبة الغبار وتقل فيه درجة الحرارة نسبيًا عن الصيف.
أبرز المعالم السياحية في الكويت هي: كشك الشيخ مبارك، وبيت القرين، وبوابات سور الكويت القديم، وقصر السيف، وقصر مشرف، وقصر خزعل، وقصر بيان، وقصر نايف، ومتحف الكويت الوطني، وبيت السدو، وجزيرة فيلكا، والجزيرة الخضراء، ومدينة الكويت الترفيهية، ومارينا كريسنت، وشاطئ المسيلة، والواجهة البحرية.